# 超ときめき♡宣伝部
超ときめき♡宣伝部（ちょうときめきせんでんぶ、略称：超とき宣、とき宣）は、スターダストプロモーション第三事業部のタレント6人による女性アイドルグループである。
ももいろクローバーZ、私立恵比寿中学などのグループと共にSTAR PLANET（通称：スタプラ）を構成する。

## 概要
スターダストプロモーション芸能3部（現 第三事業部）から選抜された女性メンバーにより、2015年4月11日に「ときめき♡宣伝部」として結成された。結成メンバー全員がスターダストプロモーション芸能3部内の劇団「少女劇団いとをかし」公演に出演してしていた俳優であり、芸能3部内の女性俳優養成グループであった「私立輝女学園」の一員であった。当初、ときめき♡宣伝部は私立輝女学園として出演していたケーブルテレビの番組『生放送!!私立輝女学園SEASON2』（J:COMチャンネル）の宣伝を目的とした期間限定ユニットであったが、メンバー全員が活動継続を望んだため、番組終了後もときめき♡宣伝部としての活動が継続された経緯がある。複数回のメンバーの入れ替わりを経て、2020年4月1日に菅田愛貴が加入したのと同時に「超ときめき♡宣伝部」に改称した。
「ときめく恋と青春」をテーマに世界中のみんなに“ときめき”を宣伝（お届け）するというコンセプトで活動しており、キャッチフレーズは「きみのハートにロックオンっ!」である。
2020年にオープンしたZepp Haneda (TOKYO)や横浜武道館で初めてライブを開催（こけら落とし）したグループとなった。
2021年春頃からときめき♡宣伝部時代の2018年にリリースされたアルバム『ときおとめ』のリード曲であった「すきっ!」がショート動画共有アプリTikTokでブームになったことを受け、超ときめき♡宣伝部メンバーでリアレンジ再録された「すきっ!〜超ver〜」が2021年5月に配信リリースされた。同曲を使ったオリジナル動画の投稿数は約3万件に達し、公式動画の累計再生回数は2000万回を超えた。さらに、韓国TikTokチャート1位やインドネシアのSpotifyバイラル（話題の曲）チャート1位をはじめ、世界68カ国以上でチャートインした。海外での広まりを受けて「すきっ!〜超ver〜」の英語版、韓国語版がリリースされた。「すきっ!〜超ver〜」のTikTokの関連動画の総再生回数は2024年5月に30億回を突破している。
2024年には、1月に発売したアルバム『ときめく恋と青春』の収録曲である「最上級にかわいいの!」が「君に振られて最上級に可愛いの」という歌詞と、「すきっ!」と同じ槙田紗子の振り付けによる手振りダンスがキャッチーな「令和の最上級にかわいい失恋ソング」としてTikTokなどのSNSで話題になりTikTok楽曲チャート「人気曲ランキング50」に2月に初めてランクインして以降、5月まで3ヵ月間ランクインし続け、最高位2位を獲得した。同年5月29日にはリカットシングルとして『最上級にかわいいの!』が発売された。TikTokでの関連動画の総再生回数は2024年9月に12億回を突破している。2024年11月には「最上級にかわいいの!」のMVが1,000万回再生を突破した。カラオケDAMの2024年年間カラオケランキング「今年発売ガールズグループ楽曲 TOP10」において「最上級にかわいいの!」が1位を獲得した。
2025年には、前年12月に発売したアルバム『ときめきルールブック』の収録曲である「超最強」の「スマホのカメラロールなんてどうせ私ばっかでしょ!?　むしろそうじゃなきゃ一生許さない！」という歌詞が「令和の推し活ソング」として、また「ワタシ　超最強　超最強　超最強　なんです！」といった歌詞が「最上級にかわいいの!」に続く「自己肯定感爆上げソング」としてバズり、TikTok楽曲チャート「トップ50」において2025年6月5日付から同年7月10日付まで6週連続1位を獲得した。「超最強」は「すきっ!」、「最上級にかわいいの!」に続く超ときめき♡宣伝部の第三波のバズり曲となった。同年8月27日には「超最強」が表題曲の1つとなるリカットシングルとして『ハートな胸の内♡/超最強』が発売される予定となっている。TikTokでの関連動画の総再生回数は2025年7月に15億回を突破している。2025年7月には「超最強」のMVが500万回再生を突破した。
K-POPのようにクールな路線を取り入れるアイドルが増加する中で、「近年で稀に見る、正統派かわいいに特化したグループ」とも評され、サンリオピューロランドでのライブや、サンリオキャラクターと共に回る全国ツアーも開催。ライブ・テレビ出演時には口パクではなく必ず生歌でパフォーマンスを行っており、「カワイイと歌がうまい、アイドル界の二刀流」だと述べる音楽評論家もいる。さらに、ステージを縦横無尽に動き回る、運動量の多いライブパフォーマンスも見どころとなっている。
女性客限定ライブやファッションブランドとのコラボを複数回実施しており、ファンクラブ「超ときめき♡宣伝本部」の会員数は、男性より女性の方が多い（2021年9月現在）。ファンのことを「宣伝部員」と呼んでおり、「宣伝部員」のシンボルカラーはオレンジ色。同色の「パブりん」という公式キャラクターがいる。
メンバー同士の仲が良く、休みの日にはディズニーランド・キャンプ・温泉旅行へ一緒に行くほどである。部長（リーダー）を務める辻野かなみは、インタビューで次のように語っている。
| 「 | 私がメンバーといて感じるのは、いろいろなクラスから良い子を集めてきたイメージなんです（笑）。こんな子たちがよく揃ったと思うくらい、みんな純粋で真面目で、これだけ長く一緒にいても、すごく平和。 だからこそ、正統派アイドル路線になったのかなと。もし誰かが違うキャラクターだったら、コンセプトも変わっていたかもしれませんけど、今は私たちの根っこの性格そのままでやっています。 | 」 |

## メンバー
| 名前                       | 愛称       | 生年月日（年齢）       | 血液型 | カラーネーム        | 出身地   | 備考 |
| -------------------------- | ---------- | ---------------------- | ------ | ------------------- | -------- | --- |
| 辻野かなみ つじの かなみ   | かなみん   | 1999年6月2日（26歳）   | A型    | 超ときめき♡ブルー   | 埼玉県   | 宣伝部長(リーダー)。唯一の20世紀生まれ。 趣味は器械体操・ギネス記録に挑戦・パステルアート・カメラなど、特技はバック転・キャラ弁。 ラジオ日本『60TRY部』金曜レギュラーとして出演中。 |
| 杏ジュリア あん じゅりあ   | ジュリ     | 2004年1月15日（21歳）  | A型    | 超ときめき♡パープル | 東京都   | 2018年10月14日に加入。趣味は旅行で、特技はバレエ・柔軟・ウインク・ぷく顔。 ラブライブ! スクールアイドルミュージカル 北条ユキノ 役                                                   |
| 坂井仁香 さかい ひとか     | ひとちゃん | 2001年7月25日（24歳）  | O型    | 超ときめき♡レッド   | 神奈川県 | 結成当初からグループのセンターを務める。趣味はテレビ・映画鑑賞で、特技は柔軟・どこでも寝られること。 ミスセブンティーン グランプリ                                                  |
| 小泉遥香 こいずみ はるか   | おはる     | 2001年1月5日（24歳）   | B型    | 超ときめき♡ピンク   | 埼玉県   | 趣味は作詞・ギターで、特技は歌うこと・一人芝居。 ラジオ日本『60TRY部』内のコーナー「永野の映画はえ～がな!」にレギュラー出演中。                                                     |
| 菅田愛貴 すだ あき         | あきちゃん | 2004年12月20日（20歳） | B型    | 超ときめき♡レモン   | 東京都   | 2020年4月1日に加入したグループ最年少メンバー。 趣味はアニメ鑑賞・ゲームで、特技はピアノ・水泳・書道。                                                                               |
| 吉川ひより よしかわ ひより | ひよりん   | 2001年8月12日（24歳）  | 不明   | 超ときめき♡グリーン | 千葉県   | 趣味は歌うこと・料理で、特技は即興ものまね・即興宣伝ソング。 FM FUJI『吉川ひよりの超♡まっ茶りタイム!』にMCとしてレギュラー出演中。                                                  |

トークなどでの立ち位置は、客席から見て左（ステージ下手側）から辻野かなみ、杏ジュリア、坂井仁香、小泉遥香、菅田愛貴、吉川ひよりの順番となっている。

### 旧メンバー
| 名前                       | 愛称       | 生年月日（年齢）       | カラーネーム      | 出身地 | 在籍期間                      | 備考                                                                                     |
| -------------------------- | ---------- | ---------------------- | ----------------- | ------ | ----------------------------- | ---------------------------------------------------------------------------------------- |
| 永坂真心 ながさか まこ     | まこちゃん | 2002年2月11日（23歳）  | ときめき♡イエロー | 北海道 | 2015年4月11日 - 2017年3月20日 | 趣味はライブをすること、特技は側転・寄り目。グループ脱退と同時に芸能界引退。             |
| 小高サラ おだか さら       | サララ     | 2003年11月18日（21歳） | ときめき♡パープル | 栃木県 | 2017年6月18日 - 2018年10月7日 | 趣味は映画・ドラマ鑑賞で、特技はバレエ、柔軟。グループ卒業後は女優として活動。           |
| 藤本ばんび ふじもと ばんび | ばんび     | 2004年6月5日（21歳）   | ときめき♡レモン   | 東京都 | 2017年6月18日 - 2020年3月31日 | 趣味は語学勉強、音楽鑑賞、演技で、特技は水泳、ものまね。グループ卒業後は女優として活動。 |

## 略歴
小目次: 2014 - 2015 - 2016 - 2017 - 2018 - 2019 - 2020 - 2021 - 2022 - 2023 - 2024 - 2025

### 2014年
- 4月、私立輝女学園の生徒として坂井仁香・辻野かなみらが入学した。
- 4月6日[注 4]、私立輝女学園がレギュラー出演するJ:COMチャンネルの番組『私立輝女学園〜KAGAJO.COM〜』が放送開始された。
- 8月6日、J:COMチャンネルの生放送番組『放課後生放送!!私立輝女学園』の放送が開始された。
- 10月、永坂真心・小泉遥香が私立輝女学園に入学した。

### 2015年
- 4月、吉川ひよりらが私立輝女学園に入学した。
- 4月11日、J:COMチャンネルの生放送番組『生放送!!私立輝女学園SEASON2』の放送が開始された[33][34]。私立輝女学園の新しい部活動として番組を宣伝する「ときめき♡宣伝部」（私立輝女学園ときめき♡宣伝部）として私立輝女学園メンバー第2期生10名の中からオーディションにより辻野かなみ、坂井仁香、小泉遥香、吉川ひより、永坂真心の5名が選抜された[35]。生放送の番組オープニングでときめき♡宣伝部による「土っキュン‼︎♡少女」[注 5][36]が初披露された。
- 6月24日、初のインディーズシングル『土っキュン♡!!少女』がリリースされた。オリコンデイリーシングルランキングにて11位[37]、オリコン週間シングルランキングで13位[38]を記録した。
- 12月27日、初のワンマンライブ「ときめき♡宣伝部 どきどき♡クリスマスパーティー Vol.1」を東京・原宿クエストホールにて開催された。メンバー全員が期間限定ではなくグループ活動を継続していく意思を表明した[1]。

### 2016年
- 1月9日、『生放送!!私立輝女学園SEASON2』から改題されたJ:COMチャンネルの番組『私立輝女学園SEASON2』が開始された[39]。
- 3月19日、ときめき♡宣伝部メンバー5名を含む私立輝女学園の第2期生全員によるイベント「第二期生卒業制作発表会兼卒業式」がYokohama O-SITEにて行われ、私立輝女学園の第2期生全員が私立輝女学園を卒業した[40]。「ときめき♡宣伝部」は活動継続となった。
- 6月1日、インディーズシングル『むてきのうた』がリリースされ、オリコン週間シングルランキングで4位を記録した。
- 7月17日、東京・渋谷CLUB QUATTROにて開催されたワンマンライブ「ときめき♡宣伝部 渋谷クアトロックオーン♡!! 〜オルスタライブ Vol.1〜」にて、ユニバーサルミュージック内のレーベル・ユニバーサルシグマからのメジャーデビューすることが発表された[41]。
- 7月24日から8月21日まで、夏のイベント「ときめき♡宣伝部のときめき♡夏のびっちょりファイブ!!」を全国5か所にて開催した[42]。
- 11月9日、メジャーデビューシングル『ガンバ!!』がリリースされた[43]。発売に向けたツアー「ときめき♡ガンバ!!チャレンジツアー」を9月11日から11月9日まで全国13か所にて開催した[44]。
- 12月30日、グループ史上最大規模となるワンマンライブ「ときめき♡宣伝部のどきどき♡クリスマスパーティーvol.2」を埼玉・大宮ソニックシティにて開催された[45]。この公演に向けて「埋めるぞ大宮」をスローガンに、路上ライブやメンバー自らによるチケットの手売りやビラ配り、池袋から大宮まで36kmを歩いての広報活動等を行ったが、当日満員には至らなかった[46]。

### 2017年
- 3月16日、メンバーの永坂真心が学業優先の為、3月20日にららぽーと豊洲で開催されるフリーライブをもって、ときめき♡宣伝部を退部（脱退）および芸能界から引退することを公式サイトにて発表された[47][48][49]。
- 4月7日、ラジオ日本で冠番組『晴れ ときどき ときめき♡宣伝部』が放送開始された。
- 6月7日、作曲をヒャダインこと前山田健一、作詞を武井壮（「ひゃくじゅうのおう🌏たけいそう」名義）がそれぞれ担当したメジャー2ndシングル『どどどどどりーまー』がリリースされた[50][51]。リリースに先立って、4月22日から6月11日まで5th SEASONツアー「ときめき♡宣伝部 〜5th SEASON〜 大胆 震撼 烈火のごとく襲来ドーン!ツアー!」を全国20か所で開催された[52][53]。
- 6月18日、東京・ららぽーと豊洲シーサイドデッキ メインステージにて行われたフリーライブにて、藤本ばんびと小高サラの“新入部員”2名が登場した。7月22日に正式加入するまでの間、「ひよこ組」として活動することが併せて発表された[54]。
- 7月22日、東京・日比谷野外大音楽堂にてワンマンライブ「ときめき♡夏のびっちょり祭り2017」が開催され、「ひよこ組」が正式加入した[55]。

### 2018年
- 4月11日、1stアルバム『ときおとめ』がリリースされた。槙田紗子が振付を担当したリード曲「すきっ!」などを収録している。
- 9月13日、メンバーの小高サラが、9月30日にダイバーシティ東京で開催されるミニライブをもって退部（脱退）することを公式サイトにて発表された[56]。
- 9月17日、新曲「ドンフィクション」が、フジテレビオンデマンド配信のドラマ『こんな未来は聞いてない!!』の主題歌となることに決定[57]。当楽曲は配信シングル『ドンフィクション』として11月4日にリリースされ、この配信シングルから所属レコード会社をavex traxに移籍した。
- 10月14日、10月7日に脱退した小高サラに変わり、「二代目ときめき♡パープル」として杏ジュリアが加入した[58]。
- 11月20日、公式キャラクターが誕生。公募により12月24日に「パブりん」と命名された。
- 12月24日、ワンマンライブ「ときめき♡宣伝部のどきどき♡クリスマスパーティ Vol.4『お腹いっぱいになれる!ときめき6つ星レストラン』」を千葉・舞浜アンフィシアターにて開催された。この公演の2000席のチケットが完売しなかったことから、翌年の「ときクリ」で中野サンプラザの2200席を一年かけて満員にすることを宣伝部員に約束した[59]。

### 2019年
- 4月10日、avex trax移籍後初となる両A面シングル『ときめき♡宣伝部のVICTORY STORY/青春ハートシェイカー』がリリースされた[60]。オリコンデイリーシングルランキング3位を記録した[61]。
- 7月28日、ワンマンライブ「ときめき♡夏のびっちょり祭り2019」を埼玉・東武動物公園 イベントステージHOLA!にて開催された[62]。「びっちょり祭り」としての開催は本公演が最後となった。
- 12月21日、ワンマンライブ「ときめき♡宣伝部のどきどき♡クリスマスパーティー2019 〜夢に続く魔法のストーリー♪〜」が開催された。チケットは完売し、中野サンプラザを満員にする約束を果たした[63]。

### 2020年
- 2月10日、藤本ばんびが3月14日に退部（脱退）することを公式サイトにて発表[64]。新型コロナウイルスの流行により、スタジオで収録された無観客でのラストライブを3月29日に配信した。3月31日付で退部となった。
- 4月1日、ときめき♡宣伝部から超ときめき♡宣伝部に改名。それと同時に「超ときめき♡レモン」として菅田愛貴が加入した[65]。
- 5月に全国4会場でZeppツアーを予定していたが、新型コロナウイルスの流行による緊急事態宣言を受けて、中止となった[66]。
- 7月13日、2020年8月末閉園の遊園地「としまえん」最後のスペシャルサポーターに就任。8月31日には閉園イベントに出演し、同園内に設営された「それいゆステージ」でファイナルライブを行った[67]。
- 7月18日、新体制初となるワンマンライブ「超ときめき♡宣伝部の未来へつながる超ときめき♡コースター」をZepp Haneda（TOKYO）で無観客無料生配信ライブとして開催された。本公演がZepp Haneda（TOKYO）のこけら落とし公演となった[68]。
- 8月23日、さいたまスーパーアリーナから無観客有料生配信ライブ「よ～し!それなら!さいたまスーパーアリーナのセンターから、私たち超ときめき♡宣伝部です!」が開催された。グループの目標としてさいたまスーパーアリーナで有観客でワンマンライブを行うことを宣伝部員に誓い、ダルマに片目を入れた[69]。
- 8月26日、グループ名改称後初となるニューシングル『トゥモロー最強説!!』がリリースされた[70][71]。
- 12月23日、avex trax移籍後初、およびグループ名改称後初となる2ndアルバム『ときめきがすべて』がリリースされた。

### 2021年
- 2月15日、初めて有料コンテンツを含む公式ファンクラブ「超ときめき♡宣伝本部」を開設[72]。4月24日に初のファンクラブイベントをサンリオピューロランドにて開催された[73]。
- 2021年春頃からTiktokで使われる曲として楽曲「すきっ!」がバズり大きな話題となった[74][26]ことを受けて、超ときめき♡宣伝部バージョンとしてリアレンジ再録された音源を5月19日に『すきっ!〜超ver〜』として配信リリースした[4]。7月8日には、YouTube「「すきっ!～超ver～」 Live Edit ver」の再生回数がグループとして初めて100万回を突破[75]。11月16日には、Spotifyのインドネシアのバイラルトップ50（SNSで話題の曲）デイリーチャートにて「すきっ!〜超ver〜」が1位に、「すきっ!」が9位にランクイン[76]。
- 5月29日・30日、初のアリーナ&センターステージでのワンマンライブ「ときめき♡夏の晴れ舞台 2020-2021〜はじまりのときめき パレード〜」がアリーナ立川立飛にて開催された[77]。
- 8月21日から9月5日まで、グループ名改称後初となるツアー「みんなをすきっ!にさせるハートロックオンZepp Tour 2021」を5会場で計8公演開催[78]。
- 9月29日、前述の「すきっ!〜超ver〜」などが収録された、初のミニアルバム『すきすきすきすきすきすきっ!』がリリースされた。
- ワンマンライブ「超ときめき♡宣伝部のどきどき♡クリスマスパーティー2021〜他の女子とは喋らないで♡〜」を12月26日に中野サンプラザホールで、12月30日にZepp Nambaで開催。26日には2022年10月に幕張メッセでワンマンライブが開催されることがサプライズで発表された[79]。
- 12月31日、日本武道館で行われた「第5回 ももいろ歌合戦」に出演[80]し、新曲「Cupid in Love」（超ときめき♡宣伝部）と「すきっ!」[注 6]（松本明子・高城れに・超ときめき♡宣伝部）を披露した。

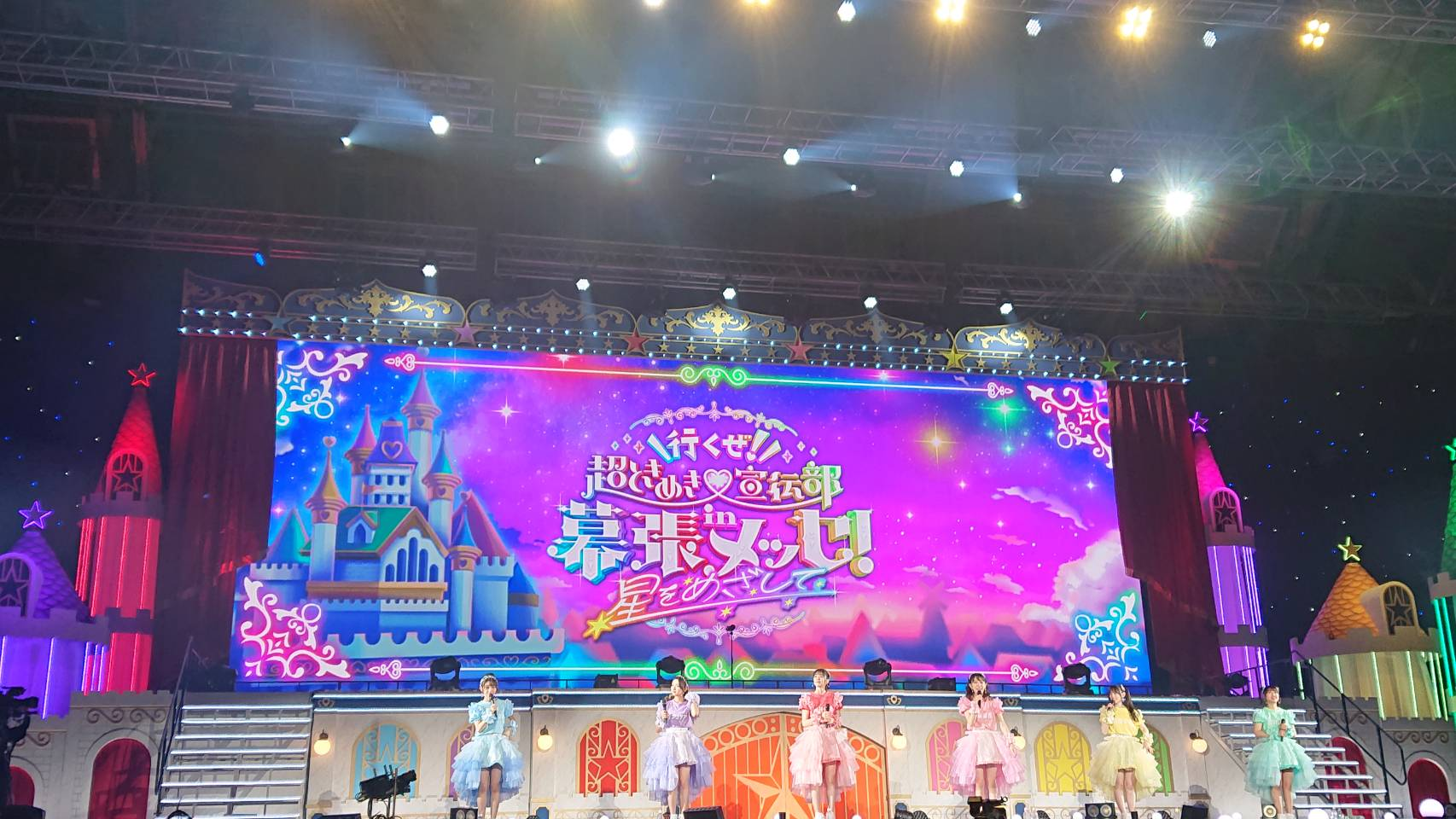
2022年10月22日、幕張メッセにて開催されたワンマンライブ

### 2022年
- 3月9日、公式YouTubeチャンネルの登録者数が10万人を突破した[81]。
- 5月28日、ワンマンライブ「ときめき♡夏の晴れ舞台2022」を横浜武道館にて開催された[82]。この公演は横浜武道館における初のアーティストライブとなった。
- 6月22日、ミニアルバム『ハートギュッと!』がリリースされた。リード曲「ギュッと!」はテレビ東京系列『みなと商事コインランドリー』主題歌。
- 7月10日から9月30日まで、「超ときめき♡宣伝部のサンリオキャラクターズと行く!真夏のハートギュッとTOUR 2022」を開催[83][84]。ライブにはサンリオキャラクターも出演した。
- 10月22日、ワンマンライブ「行くぜ!超ときめき♡宣伝部 in 幕張メッセ!〜星をめざして〜」を、グループ史上最大の会場規模となる幕張メッセにて開催[85]。チケット約7000席は開催1か月以上前に完売を達成し、当日の公演の様子は国内と海外に向けても有料配信が行われた[86]。
- 11月9日、シングル『STAR』がリリースされた。テレビ東京系列『シャドウバースF』エンディング主題歌。
- 12月24・25日、ワンマンライブ「超ときめき♡宣伝部のどきどきクリスマスパーティー2022 in 中野サンプラザ～もう一度また、ゼッタイだよ～」を中野サンプラザホールにて開催[87]。25日には2024年1月に横浜アリーナでワンマンライブが開催されることがサプライズで発表された[88]。

### 2023年
- 2月14日、YouTube「「すきっ!～超ver～」 Live Edit ver」の再生回数が1000万回を突破した[89]。
- 2月22日、初となるグループ写真集『TOKIMEKI』が小学館より発売された。
- 6月6日、『うたコン』（NHK総合）に初出演した。
- 4月7日深夜、テレビ東京にて地上波では初となる冠番組『ときめきを止めるな!〜私たち、超ときめき♡宣伝部です!〜』が放送開始された[注 7][90]。
- 6月から9月にかけてグループ史上最長期間・最多都市数をまわる（全国10都市・約20,000人を動員予定）全国ホールツアー「超ときめき♡宣伝部のハートロックオンホールツアー2023 かわいい かわいい かわいすぎだよ!」を開催された[91][92]。
- 7月29日、インドネシアで開催される「Impactnation Japan Festival 2023」に出演[93]。現体制となってからは初の海外でのイベントとなった。
- 9月27日、シングル『かわいいメモリアル』がリリースされた。テレビ東京系列『みなと商事コインランドリー2』主題歌。
- 10月8日、ニッポン放送で冠番組『超ときめき♡STYLE』が放送開始された。

### 2024年
- 1月27・28日、グループ史上最大の会場規模となる横浜アリーナでの2daysワンマンライブが開催された[94]。2日間で約16,000人を動員した[95]。
- 1月24日、3rdアルバム『ときめく恋と青春』がリリースされた[96]。初週31,994枚を売り上げ「Billboard JAPAN週間アルバム・セールス・チャート“Top Albums Sales”」で初登場1位を獲得[97]。さらに1月31日発表の「総合アルバム・チャート“Hot Albums”」で総合1位を獲得[98]し、Billboard JAPAN週間アルバムランキングで2冠を達成した。オリコンでも初週29,580枚を売り上げ、「2024/2/5付 オリコン週間アルバムランキング」で初登場1位を獲得した[99]。さらに初週30,364PT（CD：29,580PT ／デジタルアルバム：163PT ／ストリーミング：621PT）を獲得し「2024/2/5付 オリコン週間アルバムランキング」で初登場1位を獲得したことにより[100]、オリコン週間アルバムランキングでも2冠を達成した。CDシングル・CDアルバムを通してオリコン週間ランキング及びオリコン週間合算ランキング1位を獲得するのは同グループにとって初となる。
- 4月8日、『CDTVライブ!ライブ!』（TBS系列）に初出演した。
- 5月29日、アルバム『ときめく恋と青春』からシングルカットされたシングル『最上級にかわいいの!』がリリースされた[101]。
- 7月27日、「超ときめき♡宣伝部のきみのハートにロックオンTOUR 2024」の海外公演として韓国ソウル・YES24 WANDERLOCH HALLにて開催された[102][103]。この公演が超ときめき♡宣伝部として初の単独海外公演となった。
- 7月31日、「最上級にかわいいの!」のTikTokでの関連動画の総再生回数が10億回を突破したことが報告された[104]。
- 9月16日、全国ツアー「超ときめき♡宣伝部のきみのハートにロックオンTOUR 2024」の最終公演がZepp Haneda（TOKYO）で開催された。この日の公演の中で「最上級にかわいいの!」のTikTokでの関連動画の総再生回数が12億回を突破したこと及び日本テレビで冠番組『ときめき♡超音波!!』が放送されることが報告された[105]。
- 10月14日深夜、超ときめき♡宣伝部にとって日本テレビでの初の冠番組となる『ときめき♡超音波!!』（全4回放送）が放送開始された[106][107]。
- 10月18日、『ミュージックステーション』（テレビ朝日系列）に初出演した[108]。
- 12月4日、アルバム『ときめきルールブック』がリリースされた。「超最強」「プリンセスヒーロー」などを収録。
- 12月28日、ワンマンライブ「行くぜ!超ときめき♡宣伝部 at さいたまスーパーアリーナ〜超ときめきクリスマス〜」がさいたまスーパーアリーナにて開催された。さいたまスーパーアリーナでは2020年に無観客生配信ワンマンライブを行ったことがあるが、有観客ワンマンライブは初めてとなった[109]。1ヶ月以上前にチケットがソールドアウトとなった[110][111]公演には約16,000人の観客が集まった他、U-NEXTにて独占生配信が行われた[112]。
- 12月30日、『第66回 輝く!日本レコード大賞』（TBS系列）に出演。
- 12月31日、日本武道館で開催された第8回 ももいろ歌合戦に出演した。紅組のトップバッターとして「最上級にかわいいの!」のパフォーマンスを行った[113]。

### 2025年
- 3月16日・27日・31日、対バン形式となるイベント「『ときめき♡超音波!!』アフターパーティーLIVE」（3月16日昼（アンジュルム）・夜（こっちのけんと）：KT Zepp Yokohama、27日（KANA-BOON）・31日（コレサワ）：Zepp DiverCity（TOKYO））が開催された[114]。
- 4月1日、グループ結成10周年を記念した結成記念フリーライブが横浜・赤レンガ倉庫イベント広場にて開催されることが予定されていたが[115]、前日3月31日に翌日4月1日の天気が荒天と予想されるためフリーライブが中止となった[116]。代わりにグループ公式YouTubeチャンネルより超ときめき♡宣伝部結成記念生配信ミニライブが配信された[116]。
- 4月30日、シングル『世界でいちばんアイドル/ひみつのふふふ』がリリースされた。「ひみつのふふふ」はテレビ東京系列『ひみつのアイプリ リング編』エンディング主題歌。
- 5月3日、レギュラーラジオ番組『“推したい夢”超ときめき♡宣伝部のめっちゃわかりみ〜!!』（FM大阪）が開始された[117][118]。また同日、月1レギュラー『超万博♡宣伝部』（毎日放送）が開始された[119]。
- 6月5日、『バラバラ大作戦』のマンスリー枠『バラバラマンスリー』にて「ときめき青春リターン部」の放送が開始された[120]。
- 7月20日、「超最強」のTikTokでの関連動画の総再生回数が15億回を突破したことが報告された[121]。
- 8月1日、坂井仁香と菅田愛貴が「超ときめき♡ツイン部」として出演するココネ「ポケコロツイン」のテレビCMが放送開始された。CMソングの「TwinkleStart」が8月1日に配信リリースされた[122]。
- 8月1日、NHK『みんなのうた』において新曲「キラキラミライ」が放送開始された[123]。同曲は8月8日に配信リリースされた。

## ディスコグラフィ
小目次: シングル - アルバム - ミニアルバム - DVD・Blu-ray - ソロ曲 - その他楽曲 （※ 2020年3月31日以前にリリースされた作品は「ときめき♡宣伝部」名義。）

### シングル

#### インディーズ
| #   | 発売日        | タイトル                  | 形態                                                                                    | 規格品番                                | 収録曲                                                                                | 順位 |
| SDR | SDR           | SDR                       | SDR                                                                                     | SDR                                     | SDR                                                                                   | SDR  |
| --- | ------------- | ------------------------- | --------------------------------------------------------------------------------------- | --------------------------------------- | ------------------------------------------------------------------------------------- | ---- |
| 1   | 2015年6月24日 | 土っキュン♡!!少女         | 期間限定生産ときめき盤（CD+DVD） どきどき盤（CD） わくわく盤（CD）                      | ZXRC-1018 ZXRC-1019 ZXRC-1020           | 土っキュン♡!!少女 大事マン☆フレンズ 僕らの未来                                        | 13位 |
| 2   | 2015年12月2日 | 季節外れのときめき♡サマー | 期間限定生産どきどき盤（CD+DVD） ぴょんぴょん盤（CD） どんどん盤（CD） ときくり盤（CD） | ZXRC-1046 ZXRC-1047 ZXRC-1048 ZXRC-1049 | 季節外れのときめき♡サマー ぴょんぴょん ドンウォーリー! サンタさんが･････やってこない! | 8位  |
| 3   | 2016年6月1日  | むてきのうた              | 期間限定生産どきどき盤（CD+DVD） れもん盤（CD） びゅーてぃー盤（CD） おれんじ盤（CD）   | ZXRC-1070 ZXRC-1071 ZXRC-1072 ZXRC-1073 | むてきのうた レモンジュース ビューティー 100%♡オレンジ                                | 4位  |

#### メジャー
| #                  | 発売日 （先行配信開始日）       | タイトル                                            | 形態 | 規格品番 | 収録曲                                                                                            | 順位               |
| ユニバーサルシグマ | ユニバーサルシグマ              | ユニバーサルシグマ                                  | ユニバーサルシグマ | ユニバーサルシグマ | ユニバーサルシグマ                                                                                | ユニバーサルシグマ |
| ------------------ | ------------------------------- | --------------------------------------------------- | --- | --- | ------------------------------------------------------------------------------------------------- | ------------------ |
| 1                  | 2016年11月9日 （2016年11月2日） | ガンバ!!                                            | 期間限定生産どきどき盤（CD+DVD） せいしゅん盤（CD） せきがえ盤（CD） なでしこ盤（CD） | UMCK-9877 UMCK-5613 UMCK-5614 UMCK-5615                                                                                            | ガンバ!! 青春アンセム せきがえのうた いざ、大和撫子                                               | 13位               |
| 2                  | 2017年6月7日                    | どどどどどりーまー                                  | 期間限定生産どきどき盤（CD+DVD） きゃらめる盤（CD） ぐーすか盤（CD） びりーぶ盤（CD） | UMCK-9909 UMCK-5626 UMCK-5627 UMCK-5628                                                                                            | どどどどどりーまー フレ!フレ! キャラメル ぐーすかP びりーぶ 宇宙イチバン!! ※iTunesバンドル盤のみ  | 7位                |
| 3                  | 2017年11月22日                  | DEADHEAT                                            | 期間限定生産びっぐ盤（CD+DVD） ばんばん盤（CD） はつこい盤（CD） とりゅふ盤（CD） | UMCK-9923 UMCK-5637 UMCK-5638 UMCK-5639                                                                                            | DEADHEAT ビッグ☆バン BANBANBAN 初恋サイクリング Chocolate Truffe そんな毎日 ※iTunesバンドル盤のみ | 5位                |
| avex trax          |                                 |                                                     | | |                                                                                                   |                    |
| 4                  | 2019年4月10日                   | ときめき♡宣伝部のVICTORY STORY/青春ハートシェイカー | 期間限定生産ときめき盤（CD+DVD） どきどき盤（CD+DVD） どんふぃく盤（CD） むちゅう盤（CD） すぷりんぐ盤（CD） | AVCD-94408/B AVCD-94409 AVCD-94410 AVCD-94411 AVCD-94412                                                                           | ときめき♡宣伝部のVICTORY STORY 青春ハートシェイカー ドンフィクション きみに夢中ガール Springood!  | 3位                |
| 5                  | 2019年10月9日                   | 恋のシェイプアップ♡                                 | 期間限定生産ときめき盤（CD+DVD） どきどき盤（CD+VR） じんせい盤（CD） こいのわな盤（CD） えいえい盤（CD） | AVCD-94617/B AVCD-94618 AVCD-94619 AVCD-94620 AVCD-94621                                                                           | 恋のシェイプアップ♡ 妄想プールデート 人生最幸のメロディ 一方通行、恋の罠 Ei-Ei-Oh!                | 2位                |
| 6                  | 2020年8月26日                   | トゥモロー最強説!!                                  | ときめき盤（CD+Blu-ray） どきどき盤（CD+VR） いちずいろ盤（CD） なんばーわん盤（CD） | AVCD-94830/B AVCD-94831 AVCD-94832 AVCD-94833                                                                                      | トゥモロー最強説!! 恋のジャッカル いちず色のベンチ わたし、ナンバーワンガール!                    | 7位                |
| 7                  | 2022年11月9日 （2022年11月7日） | STAR                                                | mu-moショップ限定盤（CD+Blu-ray） Type-A（CD） Type-B（CD） | AVC1-61261 AVCD-61263 AVCD-61264                                                                                                   | STAR わがままプリンセス ホップステップジャンプLOVE                                                | 5位                |
| 8                  | 2023年5月10日 （2023年5月8日）  | LOVEイヤイヤ期                                      | mu-moショップ限定盤（CD+Blu-ray） Type-A（CD＋DVD） Type-B（CD） Type-C（CD） Type-D（CD） | AVC1-61313 AVCD-61309 AVCD-61310 AVCD-61311 AVCD-61312                                                                             | LOVEイヤイヤ期 ドキドキ ドキドキ ひらり ひらひら ゼッタイだよ                                     | 4位                |
| 9                  | 2023年9月27日 （2023年9月25日） | かわいいメモリアル                                  | mu-moショップ限定盤（CD+Blu-ray） Type-A（CD＋DVD） Type-B（CD） Type-C（CD） Type-D（CD） | AVC1-61347 AVCD-61343 AVCD-61344 AVCD-61345 AVCD-61346                                                                             | かわいいメモリアル もっともっと もうちょっと WANTED きみと青春                                    | 3位                |
| 10                 | 2024年5月29日                   | 最上級にかわいいの!                                 | 初回生産限定盤（ mu-mo Shop 限定）（2CD+3Blu-ray） 通常盤（TYPE-A）（CD＋2DVD） 通常盤（TYPE-B）（CD+2DVD） 通常盤（TYPE-C）（CD） 通常盤（TYPE-D）（CD） 通常盤（TYPE-E）（CD） | AVC1-61446～7/B～D AVCD-61441/B～C AVCD-61442/B～C AVCD-61443 AVCD-61444 AVCD-61445                                                | 最上級にかわいいの! ししし! ときめきパーティ リトライ、青春!                                      | 4位                |
| 11                 | 2025年4月30日                   | 世界でいちばんアイドル/ひみつのふふふ               | 初回生産限定盤（mu-mo SHOP限定）（CD＋Blu-ray＋KiT ALBUM） 初回生産限定盤（ファンクラブ（mu-mo SHOP）限定）（CD） 通常盤（TYPE-A）（CD＋DVD） 通常盤（TYPE-B）（CD） 初回生産限定盤（辻野かなみver.）（CD） 初回生産限定盤（杏ジュリアver.）（CD） 初回生産限定盤（坂井仁香ver.）（CD） 初回生産限定盤（小泉遥香ver.）（CD） 初回生産限定盤（菅田愛貴ver.）（CD） 初回生産限定盤（吉川ひよりver.）（CD） 初回生産限定盤（超ときめき♡宣伝部ver.）（CD） | AVZ1-61529/B~C AVC1-61530 AVCD-61527/B AVCD-61528/B AVCD-61520 AVCD-61521 AVCD-61522 AVCD-61523 AVCD-61524 AVCD-61525 AVCD-61526   | 世界でいちばんアイドル ひみつのふふふ セツナリベンジ                                              | 2位                |
| 12                 | 2025年8月27日                   | ハートな胸の内♡/超最強                              | 初回生産限定盤（mu-mo SHOP限定）（CD＋2Blu-ray＋KiT ALBUM） 初回生産限定盤（ファンクラブ（mu-mo SHOP）限定）（CD） 通常盤（TYPE-A）（CD＋2DVD） 通常盤（TYPE-B）（CD） 初回生産限定盤（辻野かなみver.）（CD） 初回生産限定盤（杏ジュリアver.）（CD） 初回生産限定盤（坂井仁香ver.）(CD) 初回生産限定盤（小泉遥香ver.）（CD） 初回生産限定盤（菅田愛貴ver.）（CD） 初回生産限定盤（吉川ひよりver.）（CD） 初回生産限定盤（超ときめき♡宣伝部ver.）（CD） | AVZ1-61571/B～D AVC1-61572 AVCD-61569/B～C AVCD-61570 AVCD-61562 AVCD-61563 AVCD-61564 AVCD-61565 AVCD-61566 AVCD-61567 AVCD-61568 |                                                                                                   |                    |

#### 配信限定シングル
（※ CDシングルと同名同内容の配信シングルは除く。またミニアルバム・アルバムからの先行配信で各種配信サイトにて配信シングル扱いになっていない曲についてはナンバリングしていない。）
| #         | 配信開始日     | タイトル                                  | 収録曲 | 備考                          |
| avex trax | avex trax      | avex trax                                 | avex trax | avex trax                     |
| --------- | -------------- | ----------------------------------------- | --- | ----------------------------- |
| 1         | 2018年11月4日  | ドンフィクション                          | 1. ドンフィクション | avex trax移籍後の初リリース曲 |
| 2         | 2019年4月10日  | GAMUSHARA                                 | 1. GAMUSHARA |                               |
| 3         | 2019年7月29日  | 妄想プールデート                          | 1. 妄想プールデート |                               |
| 4         | 2019年9月15日  | 恋のシェイプアップ♡                       | 1. 恋のシェイプアップ♡ | シングル表題曲先行配信        |
| 5         | 2020年5月28日  | いちず色のベンチ                          | 1. いちず色のベンチ |                               |
| 6         | 2020年6月25日  | わたし、ナンバーワンガール!               | 1. わたし、ナンバーワンガール! |                               |
| 7         | 2020年7月30日  | 恋のジャッカル                            | 1. 恋のジャッカル |                               |
| 8         | 2020年10月12日 | SHIBUYA TSUTAYA前で待ち合わせね!          | 1. SHIBUYA TSUTAYA前で待ち合わせね! |                               |
| 9         | 2020年10月29日 | お届け!デリバリースター                   | 1. お届け!デリバリースター |                               |
| 10        | 2021年5月19日  | すきっ!〜超ver〜                          | 1. すきっ!〜超ver〜 |                               |
| 11        | 2021年6月23日  | 愛Song!                                   | 1. 愛Song! |                               |
| 12        | 2021年7月14日  | むてきのうた〜2021ver〜                   | 1. むてきのうた〜2021ver〜 |                               |
| 13        | 2021年8月11日  | ラヴなのっ♡                               | 1. ラヴなのっ♡ |                               |
| -         | 2021年9月15日  | ジャンケンポン                            | - ジャンケンポン | ミニアルバム収録曲先行配信    |
| 14        | 2022年2月2日   | Cupid in Love                             | 1. Cupid in Love |                               |
| -         | 2022年6月8日   | Memories                                  | - Memories | ミニアルバム収録曲先行配信    |
| -         | 2022年6月20日  | ギュッと!                                 | - ギュッと! | ミニアルバム収録曲先行配信    |
| 15        | 2022年9月28日  | STAR                                      | 1. STAR | シングル表題曲先行配信        |
| 16        | 2023年7月5日   | かわいいメモリアル                        | 1. かわいいメモリアル | シングル表題曲先行配信        |
| 17        | 2023年11月13日 | Sora                                      | 1. Sora 2. Sora (instrumental) |                               |
| -         | 2024年1月17日  | ハピラブルー!                             | - ハピラブルー! | アルバム収録曲先行配信        |
| 18        | 2024年3月20日  | リトライ、青春!                           | 1. リトライ、青春! 2. リトライ、青春! (instrumental) |                               |
| -         | 2024年5月27日  | 最上級にかわいいの!Special Edition        | 1. 最上級にかわいいの! 2. 最上級にかわいいの! instrumenta | シングル表題曲先行配信        |
| 19        | 2024年5月29日  | 最上級にかわいいの!Special Edition        | 1. 最上級にかわいいの! 2. ししし! 3. ときめきパーティ 4. 最上級にかわいいの!feat. コレサワ 5. 最上級にかわいいの! instrumental 6. ししし! instrumental 7. ときめきパーティ instrumental | 配信限定Special Edition       |
| 20        | 2024年7月16日  | きみにとっての幸せになりたいの            | 1. きみにとっての幸せになりたいの 2. きみにとっての幸せになりたいの (instrumental) |                               |
| 21        | 2024年9月17日  | 最上級にかわいいの! - From THE FIRST TAKE | 1. 最上級にかわいいの! - From THE FIRST TAKE |                               |
| 22        | 2024年9月24日  | プリンセスヒーロー                        | 1. プリンセスヒーロー 2. プリンセスヒーロー (instrumental) |                               |
| 23        | 2024年10月1日  | こんなあたしはいかがですか                | 1. こんなあたしはいかがですか 2. こんなあたしはいかがですか (instrumental) |                               |
| 24        | 2025年3月21日  | ひみつのふふふ                            | 1. ひみつのふふふ 2. ひみつのふふふ (instrumental) | シングル表題曲先行配信        |
| 25        | 2025年4月2日   | 世界でいちばんアイドル                    | 1. 世界でいちばんアイドル 2. 世界でいちばんアイドル instrumental | シングル表題曲先行配信        |
| 26        | 2025年7月2日   | ハートな胸の内♡                           | 1. ハートな胸の内♡ 2. ハートな胸の内♡ instrumental | シングル表題曲先行配信        |
| 27        | 2025年7月4日   | まごころ My Heart                         | 1. まごころ My Heart 2. まごころ My Heart instrumental |                               |
| 28        | 2025年8月1日   | TwinkleStart                              | 1. TwinkleStart |                               |
| 29        | 2025年8月8日   | キラキラミライ                            | 1. キラキラミライ 2. キラキラミライ instrumental |                               |

### アルバム
| #                  | 発売日 （先行配信開始日）       | タイトル             | 形態 | 規格品番 | 収録曲 | 順位               |
| ユニバーサルシグマ | ユニバーサルシグマ              | ユニバーサルシグマ   | ユニバーサルシグマ | ユニバーサルシグマ | ユニバーサルシグマ | ユニバーサルシグマ |
| ------------------ | ------------------------------- | -------------------- | --- | --- | --- | ------------------ |
| 1                  | 2018年4月11日 （2018年3月28日） | ときおとめ           | UNIVERSAL MUSIC STORE限定みるみる盤（CD+Blu-ray） 初回限定よむよむ盤（CD+フォトブック） ときめき盤（CD） | PDCS-1905 UMCK-9940 UMCK-1596 | 1. 乙女のグロリアス 2. ガンバ!! 3. 音速(ソニック)アドベンチャー 4. どどどどどりーまー 5. SWEET SWEET DAYS 6. 遠くであがる花火 二人ならんで見てた 7. プリンセスプリンセスプリンセス 8. PaPiPoPiポップガール 9. TRAP 10. あいにきちゃった 11. キタコレ!モーニング 12. トウメイ恋心(ハート) 13. すきっ! 14. DEADHEAT 15. そんな毎日 16. 私の道 ※iTunesバンドル盤のみ | 9位                |
| avex trax          |                                 |                      | | | |                    |
| 2                  | 2020年12月23日                  | ときめきがすべて     | mu-mo受注生産限定超ときめきすぺしゃる盤（CD+Blu-ray） はねだみるみる盤（CD+Blu-ray） たまありみるみる盤（CD+Blu-ray） はねだきくきく盤（CD） たまありきくきく盤（CD） ときめき盤（CD）                              | AVC1-96618/B～C AVCD-96611/B AVCD-96612/B AVCD-96613～4 AVCD-96615～6 AVCD-96617 | 1. トゥモロー最強説!! 2. SHIBUYA TSUTAYA前で待ち合わせね! 3. エンドレス 4. 恋のシェイプアップ♡ (超ver.) 5. ライオンガール 6. 7月のサイダー 7. さくら燦々 8. 超ときめき♡宣伝部のVICTORY STORY 9. お届け!デリバリースター 10. GAMUSHARA (超ver.) 11. 雨上がり 12. 青春ハートシェイカー (超ver.)                                                                     | 26位               |
| 3                  | 2024年1月24日                   | ときめく恋と青春     | mu-moショップ限定超恋盤（2CD+Blu-ray） mu-moショップ限定超青春盤（2CD+Blu-ray） 恋盤（TYPE-A）（CD+2DVD） 青春盤（TYPE-B）（CD+2DVD） 通常盤（TYPE-C）（CD） 超宣伝盤（TYPE-D）（CD）                               | AVC1-63553～4/B AVC1-63555～6/B AVCD-63549/B～C AVCD-63550/B～C AVCD-63551 AVCD-63552 | 1. ハピラブルー! 2. かわいいメモリアル 3. 最上級にかわいいの! 4. 君と過ごす日々 5. STAR 6. Sora 7. 大、大、大すきっ! 8. 夢がとまらない! 9. LOVEイヤイヤ期 10. ラミラミ 11. ユラグラブ | 1位                |
| 4                  | 2024年12月4日                   | ときめきルールブック | 初回生産限定盤（ mu-mo SHOP限定）（2CD+2Blu-ray+KiT ALBUM） 初回生産限定盤（ファンクラブ（mu-mo SHOP）限定）（CD） 通常盤（TYPE-A）（CD+2DVD） 通常盤（TYPE-B）（CD） 通常盤（TYPE-C）（CD） 通常盤（TYPE-D）（CD） | AVZ1-63642~3/B~D 辻野かなみver. AVZ1-63644~5/B~D 杏ジュリアver. AVZ1-63646~7/B~D 坂井仁香ver. AVZ1-63648~9/B~D 小泉遥香ver. AVZ1-63650~1/B~D 菅田愛貴ver. AVZ1-63652~3/B~D 吉川ひよりver. AVC1-63654 AVCD-63638/B～C AVCD-63639 AVCD-63640 AVCD-63641 | 1. こんなあたしはいかがですか 2. 発見!ポジティブ☆モンスター!! 3. ちょま 4. We Can Do It Now! 5. ときどきセンチメンタル 6. 未完成ガール 7. 下書きの恋 8. 超最強 9. きみにとっての幸せになりたいの 10. プリンセスヒーロー 11. 最上級にかわいいの!feat. コレサワ <Bonus Track> 1. 最上級にかわいいの! - From THE FIRST TAKE                                          | 3位                |

### ミニアルバム
| #         | 発売日        | タイトル                    | 形態 | 規格品番                                                           | 収録曲 | 順位      |
| avex trax | avex trax     | avex trax                   | avex trax | avex trax                                                          | avex trax | avex trax |
| --------- | ------------- | --------------------------- | --- | ------------------------------------------------------------------ | --- | --------- |
| 1         | 2021年9月29日 | すきすきすきすきすきすきっ! | mu-mo数量限定生産盤 超ときめきすぺしゃる盤（CD+Blu-ray） ファッションA盤（2CD） ファッションB盤（2CD） ファッションC盤（2CD） ときめき盤（CD）           | AVC1-96782/B AVCD-96775〜6 AVCD-96777〜8 AVCD-96779〜80 AVCD-96781 | 1. すきっ!〜超ver〜 2. むてきのうた〜2021ver〜 3. 愛Song! 4. ラヴなのっ♡ 5. ジャンケンポン 6. 超ステップアップ | 15位      |
| 2         | 2022年6月22日 | ハートギュッと!             | ファンクラブ限定豪華盤（2CD+Blu-ray） ジャケットビジュアルTYPE-A（2CD） ジャケットビジュアルTYPE-B（2CD） ジャケットビジュアルTYPE-C（2CD） 通常盤（CD） | AVC1-96988A AVCD-96981A AVCD-96983A AVCD-96985A AVCD-96987A        | 1. ギュッと! 2. Cupid in Love 3. Memories 4. きっとスタンダード 5. なんでもいいから 6. Dear friend             | 5位       |

#### 配信限定ミニアルバム
（※ CDミニアルバムと同名同内容の配信ミニアルバムは除く。）
| #         | 配信開始日    | タイトル     | 収録曲 | 備考      |
| avex trax | avex trax     | avex trax    | avex trax | avex trax |
| --------- | ------------- | ------------ | --- | --------- |
| 1         | 2023年1月30日 | ゼッタイだよ | 1. ゼッタイだよ 2. SUKI! English ver. 3. SUKI! Korean ver. 4. ゼッタイだよ (Live at Nakano Sunplaza 2022/12/25) 5. ゼッタイだよ (instrumental) |           |

### DVD・Blu-ray
（※ 2017年以降のSTAR PLANET（旧 STARDUST PLANET）名義の作品は「STAR PLANET」を参照。）
| 発売日        | タイトル                                                                         | 形態         | レーベル           | 備考    |
| ------------- | -------------------------------------------------------------------------------- | ------------ | ------------------ | ------- |
| 2016年5月25日 | 俺の藤井 2016 in さいたまスーパーアリーナ〜Tynamite!!〜                          | Blu-ray      | SDR                | [ 134 ] |
| 2017年6月28日 | ときめき♡宣伝部のどきどき♡クリスマスパーティーvol.2                              | DVD・Blu-ray | ユニバーサルシグマ | [ 135 ] |
| 2020年2月26日 | ときめき♡宣伝部のどきどき♡クリスマスパーティー2019 ～夢に続く魔法のストーリー♪～ | DVD・Blu-ray | avex trax          | [ 136 ] |
| 2024年9月18日 | リアドラ 「リトライ、青春!」                                                     | Blu-ray      | SDP                | [ 137 ] |

### ソロ曲
- 「ときめき♡宣伝部」時代に開催された「ソロ曲争奪グランプリ」による楽曲

| メンバー   | タイトル       | レーベル           | 備考                                                                                              |
| ---------- | -------------- | ------------------ | ------------------------------------------------------------------------------------------------- |
| 辻野かなみ | ツヨクなる     | ユニバーサルシグマ | 2016年「わくわくどきどき♡むてきなソロ曲争奪グランプリ」優勝賞品、2016年12月31日よりiTunes限定配信 |
| 坂井仁香   | Shine          | ユニバーサルシグマ | 2017年「ときめき♡宣伝部のわくわくどきどき 第2回ソロ曲争奪GP」優勝賞品                             |
| 坂井仁香   | 誰よりいちばん | avex trax          | 2018年「ときめき♡宣伝部のわくわくどきどき 第3回ソロ曲争奪GP」優勝賞品                             |

- 2025年にグループ結成10周年を記念し、各メンバーの誕生日の翌日に配信開始されるメンバーのソロ楽曲

| 配信開始日             | メンバー   | タイトル                     | 備考      |
| avex trax              | avex trax  | avex trax                    | avex trax |
| ---------------------- | ---------- | ---------------------------- | --------- |
| 2025年1月6日           | 小泉遥香   | SHINY PINK♡                  | [ 141 ]   |
| 2025年1月16日          | 杏ジュリア | うぬぼれくらいでいいじゃない | [ 142 ]   |
| 2025年6月3日           | 辻野かなみ | Happy time                   |           |
| 2025年7月26日          | 坂井仁香   | ハニートリガー               | [ 143 ]   |
| 2025年8月13日          | 吉川ひより | 来世でも誇れる人生をっ！     | [ 144 ]   |
| 2025年12月21日（予定） | 菅田愛貴   |                              |           |

### その他楽曲
- OVERTURE[145]  - 作曲：浅利進吾
- ときめき♡宣伝部 自己紹介のうた[146]  - 作詞・作曲：浅利進吾（2016年頃に披露されていた楽曲。インディーズ3rdシングル『むてきのうた』に収録予定であった[147]が収録されず未音源化。）
- CHOVERTURE  - 作曲：MUTEKI DEAD SNAKE

## タイアップ
| 使用年 | 曲名                             | タイアップ内容 | 初出CD                                              |
| ------ | -------------------------------- | --- | --------------------------------------------------- |
| 2015年 | 土っキュン♡!!少女                | J:COMチャンネル『生放送!!私立輝女学園SEASON2』オープニングテーマ                                                       | 土っキュン♡!!少女                                   |
| 2015年 | 大事マン☆フレンズ                | J:COMチャンネル『生放送!!私立輝女学園SEASON2』エンディングテーマ                                                       | 土っキュン♡!!少女                                   |
| 2015年 | 季節外れのときめき♡サマー        | J:COMチャンネル『生放送!!私立輝女学園SEASON2』エンディングテーマ                                                       | 季節外れのときめき♡サマー                           |
| 2015年 | 僕らの未来                       | J:COMチャンネル『生放送!!私立輝女学園SEASON2』エンディングテーマ                                                       | 土っキュン♡!!少女                                   |
| 2016年 | むてきのうた                     | 東海テレビ『オトナ養成所 バナナスクール』2016年6月度エンディングテーマ                                                 | むてきのうた                                        |
| 2016年 | ガンバ!!                         | フジテレビ系列『奇跡体験!アンビリバボー』2016年10月クールエンディングテーマ                                            | ガンバ!!                                            |
| 2017年 | びりーぶ                         | ラジオ日本『甲子園をめざして』2017年エンディングテーマ                                                                 | どどどどどりーまー                                  |
| 2017年 | DEADHEAT                         | テレビ朝日系列『musicる TV』2017年11月度オープニングテーマ                                                             | DEADHEAT                                            |
| 2018年 | びりーぶ                         | ラジオ日本『甲子園をめざして』2018年エンディングテーマ                                                                 | どどどどどりーまー                                  |
| 2018年 | ドンフィクション                 | FOD ドラマ『こんな未来は聞いてない!!』主題歌                                                                           | ときめき♡宣伝部のVICTORY STORY/青春ハートシェイカー |
| 2019年 | ときめき♡宣伝部のVICTORY STORY   | ラジオ日本『甲子園をめざして』2019年エンディングテーマ                                                                 | ときめき♡宣伝部のVICTORY STORY/青春ハートシェイカー |
| 2020年 | SHIBUYA TSUTAYA前で待ち合わせね! | SHIBUYA TSUTAYA公式ソング                                                                                              | ときめきがすべて                                    |
| 2021年 | お届け!デリバリースター          | テレビ愛知『ウチいくらで売れそう!? 〜あなたのお家をリアル査定〜』テーマソング                                          | ときめきがすべて                                    |
| 2021年 | むてきのうた〜2021ver〜          | ABEMAオリジナルドラマシリーズ『都会のトム&ソーヤ ぼくらの砦』主題歌                                                    | すきすきすきすきすきすきっ!                         |
| 2021年 | すきっ!〜超ver〜                 | サンテレビ『バキバキ☆ビート!Ⅱ』2021年10月エンディング曲                                                                | すきすきすきすきすきすきっ!                         |
| 2022年 | すきっ!〜超ver〜                 | 宮城テレビ『ちょっとブレイクタイム』2022年5月エンディング曲                                                            | すきすきすきすきすきすきっ!                         |
| 2022年 | すきっ!〜超ver〜                 | 大分放送『かぼすタイム』2022年5月エンディングPV                                                                        | すきすきすきすきすきすきっ!                         |
| 2022年 | ギュッと!                        | テレビ東京系列『みなと商事コインランドリー』主題歌                                                                     | ハートギュッと!                                     |
| 2022年 | STAR                             | テレビ東京系列『シャドウバースF』エンディングテーマ                                                                    | STAR                                                |
| 2022年 | STAR                             | 日本テレビ系列『それって!?実際どうなの課』2022年11月エンディング                                                       | STAR                                                |
| 2023年 | ゼッタイだよ                     | テレビ北海道『スイッチン!』2023年2月度エンディングテーマ                                                               | LOVEイヤイヤ期                                      |
| 2023年 | すきっ!〜超ver〜                 | テレビ東京『ときめきを止めるな!』オープニング曲                                                                        | すきすきすきすきすきすきっ!                         |
| 2023年 | ゼッタイだよ                     | BS日テレ『ゴルフサバイバル』Season6 オープニングテーマ                                                                 | LOVEイヤイヤ期                                      |
| 2023年 | トゥモロー最強説!!               | BS日テレ『ゴルフサバイバル』Season6 オープニングテーマ                                                                 | トゥモロー最強説!!                                  |
| 2023年 | かわいいメモリアル               | テレビ東京系列『みなと商事コインランドリー2』主題歌                                                                    | かわいいメモリアル                                  |
| 2023年 | Sora                             | 映画『メカバース:少年とロボット』日本版・グローバル主題歌                                                              | ときめく恋と青春                                    |
| 2024年 | リトライ、青春!                  | リアドラ 『リトライ、青春!』主題歌                                                                                     | 最上級にかわいいの!                                 |
| 2024年 | 最上級にかわいいの!              | テレビ北海道『スイッチン!』2024年4月度エンディングテーマ                                                               | ときめく恋と青春                                    |
| 2024年 | 最上級にかわいいの!              | 日本テレビ系列『お笑い4コマパーティー ロロロロ』（中京テレビ制作）2024年5月度エンディングテーマ                        | ときめく恋と青春                                    |
| 2024年 | ときめきパーティ                 | 「科学アニメ サバイバルシリーズ みんな DE サバイバル～人体のサバイバル!～」イベントCMソング                            | 最上級にかわいいの!                                 |
| 2024年 | プリンセスヒーロー               | 毎日放送・TBS ドラマイズム『その着せ替え人形は恋をする』オープニング主題歌                                             | ときめきルールブック                                |
| 2024年 | トゥモロー最強説!!               | 日本テレビ『ときめき♡超音波!!』オープニングテーマ                                                                      | トゥモロー最強説!!                                  |
| 2024年 | こんなあたしはいかがですか       | 日本テレビ系列『プラチナイト』水曜日（中京テレビ制作）2024年12月度エンディングテーマ                                   | ときめきルールブック                                |
| 2025年 | 最上級にかわいいの!              | 花王「ケープ FOR ACTIVE×超ときめき♡宣伝部」WebCM                                                                       | ときめく恋と青春                                    |
| 2025年 | ひみつのふふふ                   | テレビ東京系列『ひみつのアイプリ リング編』エンディング主題歌                                                          | 世界でいちばんアイドル/ひみつのふふふ               |
| 2025年 | ひみつのふふふ                   | タカラトミーアーツ「ひみつのアイプリ」CM                                                                               | 世界でいちばんアイドル/ひみつのふふふ               |
| 2025年 | 世界でいちばんアイドル           | 日本テレビ系列『プラチナイト』水曜日（中京テレビ制作）2025年5月度エンディングテーマ                                    | 世界でいちばんアイドル/ひみつのふふふ               |
| 2025年 | 超最強                           | 楽天カードコラボCM | ときめきルールブック                                |
| 2025年 | ハートな胸の内♡                  | 日本テレビ系列『海老だって鯛が釣りたい』（中京テレビ制作）オープニングテーマ                                           | ハートな胸の内♡/超最強                              |
| 2025年 | まごころ My Heart                | TOKYO MXほか『追放者食堂へようこそ!』エンディングテーマ                                                                | ハートな胸の内♡/超最強                              |
| 2025年 | 最上級にかわいいの!              | マクドナルド「アツイぜ!ハワイアンバーガーズ」宣伝動画（宝鐘マリン、Mumeixxxによる替え歌「最上級にハワイイの!」として） | ときめく恋と青春                                    |
| 2025年 | キラキラミライ                   | NHK『みんなのうた』2025年8 - 9月の新曲                                                                                 |                                                     |
| 2025年 | TwinkleStart                     | ココネ『ポケコロツイン』テレビCM（坂井仁香・菅田愛貴が「超ときめき♡ツイン部」として出演）                              |                                                     |
| 2025年 | シンデレラのラララ♡              | テレビ東京系列『ひみつのアイプリ リング編』エンディング主題歌                                                          | ハートな胸の内♡/超最強                              |

- このほか『晴れ ときどき 超ときめき♡宣伝部』（ラジオ日本）オープニング・エンディングテーマ、『60TRY部』（ラジオ日本）エンディングテーマに多数の曲が使用されている（詳細は当該項目を参照）。

## ライブ
小目次: ときクリ - 春（夏）の晴れ舞台 - 夏のびっちょり祭り - ゆくときくるとき - ワンマンライブ - ライブツアー - その他のライブ - 主要なフリーライブ

### （超）ときめき♡宣伝部のどきどき♡クリスマスパーティー
グループ結成当初より毎年年末に行われているクリスマスライブで、略称はときクリ。
- 2015年12月27日 - ときめき♡宣伝部のどきどき♡クリスマスパーティーvol.1（東京・原宿クエストホール）[1]
- 2016年12月30日 - ときめき♡宣伝部のどきどき♡クリスマスパーティーvol.2（埼玉・大宮ソニックシティ）[45]
- 2017年12月24日 - ときめき♡宣伝部のどきどき♡クリスマスパーティーvol.3（東京・日本青年館）[187]
- 2018年12月24日 - ときめき♡宣伝部のどきどき♡クリスマスパーティーvol.4（千葉・舞浜アンフィシアター）[59]
- 2019年12月21日 - ときめき♡宣伝部のどきどき♡クリスマスパーティー2019 ～夢に続く魔法のストーリー♪～（東京・中野サンプラザ）[63]
- 2020年12月26日 - 超ときめき♡宣伝部のどきどき♡クリスマスパーティー2020～ときめきからの”正体”状～（東京・中野サンプラザ、昼夜2部制、配信あり）[188][189][190][191]
- 2021年12月26・30日 - 超ときめき♡宣伝部のどきどき♡クリスマスパーティー2021〜他の女子とは喋らないで♡〜（26日：東京・中野サンプラザ[192]、30日：大阪・Zepp Namba[193]）[194]
- 2022年12月24・25日 - 超ときめき♡宣伝部のどきどきクリスマスパーティー2022 in 中野サンプラザ～もう一度また、ゼッタイだよ～（東京・中野サンプラザ）※生バンド編成（とき宣バンド）
- 2023年12月16・17日 - 超ときめき♡宣伝部のどきどき♡クリスマスパーティー2023〜わたし一筋でいて!〜（16日：神奈川・神奈川県民ホール、17日：東京・豊洲PIT)
- 2024年12月28日 - 行くぜ!超ときめき♡宣伝部 at さいたまスーパーアリーナ〜超ときめき♡クリスマス（埼玉・さいたまスーパーアリーナ）

### ときめき♡春の晴れ舞台（ときめき♡夏の晴れ舞台）
「ときめき♡春の晴れ舞台」は毎年春に開催されるワンマンライブ。2022年までは「ときめき♡夏の晴れ舞台」として毎年夏に開催されていた。
- 2020年8月22日、23日 - よ～し!それじゃあ!アリーナのセンターから、私たち超ときめき♡宣伝部です!（東京・アリーナ立川立飛）※COVID-19感染症の蔓延に伴い中止
- 2021年5月29日、30日 - ときめき♡夏の晴れ舞台 2020-2021〜はじまりのときめきパレード〜（東京・アリーナ立川立飛、30日は昼夜2部制）[195][196][77][197]
- 2022年5月28日 - ときめき♡夏の晴れ舞台2022 in 横浜武道館～逃げないように、捕まえて!～（神奈川・横浜武道館）
- 2023年4月9日、15日 - ときめき♡春の晴れ舞台2023（9日：東京・日比谷野外大音楽堂、15日：大阪・大阪城音楽堂）※生バンド編成（とき宣バンド）
- 2024年4月28日、29日 - ときめき♡春の晴れ舞台2024〜自分史上1番ときめき放つわ〜（神奈川・横浜BUNTAI）※生バンド編成（とき宣バンド）
- 2025年4月26・27・29日 - ときめき♡春の晴れ舞台2025〜世界でいちばんアイドル〜（26・27日：神奈川・横浜BUNTAI、29日：神奈川・パシフィコ横浜国立大ホール）※生バンド編成（とき宣バンド）

### ときめき♡夏のびっちょり祭り
2017年から毎年夏に行われていたワンマンライブ。2016年夏、寒川びっちょり祭2016の「びっちょり宣伝大使」に任命され、イベント「ときめき♡宣伝部のときめき♡夏のびっちょりファイブ!!」を寒川びっちょり祭の会場など全国5か所で開催した。これをきっかけに翌2017年から2019年まで開催した。
- 2017年7月22日 - ときめき♡夏のびっちょり祭り2017（東京・日比谷野外大音楽堂）[55]
- 2018年7月21日 - ときめき♡夏のびっちょり祭り2018（埼玉・東武動物公園 イベントステージ HOLA!）[198]
- 2019年7月28日 - ときめき♡夏のびっちょり祭り2019（埼玉・東武動物公園 イベントステージ HOLA!）[62]

### ゆくときくるとき
2017年から毎年年末に行われていたワンマンライブ。2020年以降は開催されていない。
- 2017年12月30日 - ゆくときくるとき2017～とき納めだよ全員集合!（東京・光が丘IMAホール）
- 2018年12月30日 - ゆくときくるとき2018〜平成最後の年越しジャングル〜（東京・下北沢GARDEN）
- 2019年12月29日 - ゆくときくるとき2019（東京・神田明神ホール）

### ときめき♡ガールズランド
ほぼ年1回のペースで開催されていた女性限定ライブ。
- 2017年3月11日 - TOKIMEKI♡GIRLS CUTE な LIVE♡（東京・原宿クエストホール）[199]
- 2018年2月10日 - ときめき♡ガールズランド（東京・duo MUSIC EXCHANGE）
- 2018年2月11日 - ときめき♡ボーイズランド（東京・duo MUSIC EXCHANGE）※前日の公演とは逆に男性限定公演
- 2019年11月2日 - ときめき♡ガールズランド（東京・Mt.RAINIER HALL SHIBUYA PLEASURE PLEASURE）
- 2021年11月23日 - ときめき♡ガールズランド2021（東京・Mt.RAINIER HALL SHIBUYA PLEASURE PLEASURE、追加公演含む昼夜2公演）[200][201]
- 2022年11月26日 - ときめき♡ガールズランド2022（東京・Zepp Haneda（TOKYO）、昼夜2部制）

### ワンマンライブ
- 2016年4月16日 - ときめき♡宣伝部のどきどき♡ファンミーティングvol.1（東京・山野ホール）[202]
- 2016年7月17日 - ときめき♡宣伝部のクアトロックオ〜ン♡!!〜オルスタライブVol.1〜（東京・渋谷CLUB QUATTRO）
- 2017年1月15日 - いつまで正月気分でいるんじゃい!ライブ（東京・北とぴあ つつじホール）
- 2017年2月11日 - チョコチョコチョコチョコなんです♡バレンタインライブ（東京・北とぴあ つつじホール）
- 2017年3月11日 - 100%♡まっしろでい!!（東京・原宿クエストホール）[199]
- 2017年6月4日 - 「祝日がないね」と君が言ったから6月4日はトキメ♡記念日（埼玉・響の森桶川市民ホール）
- 2017年8月11日 - ときめき♡宣伝部のときめき♡みぃーつけたっ!（埼玉・響の森桶川市民ホール）
- 2017年8月19日 - ときめき♡宣伝部のときめき♡のどじまん大会（東京・玉川区民会館）
- 2017年11月1日～5日 - HMV&とき宣Presents ときめきパワーを絞り出せ!渋谷マウントレーニア5日連続8公演〜その先に何がみえる？（東京・Mt.RAINIER HALL SHIBUYA PLEASURE PLEASURE、平日 1日1公演、土日祝日 1日2公演）[203]
- 2017年11月12日 - ときめき♡秋の運動会（東京・秋川キララホール）
- 2017年12月16日 - ときめき♡宣伝部のときクリガチの前夜祭〜in 名古屋〜（愛知・THE BOTTOM LINE）
- 2018年11月3日 - 日にち外れのときめき♡ハロウィンライブ（千葉・柏PALOOZA）[204]
- 2018年11月18日 - ときめき♡宣伝部の第3回ソロ曲争奪GP（千葉・柏PALOOZA）[205]
- 2020年7月18日 - 超ときめき♡宣伝部の未来へつながる超ときめき♡コースター（東京・Zepp Haneda（TOKYO））※無観客生配信ライブ[3]
- 2020年8月23日 - よ～し、それなら!さいたまスーパーアリーナのセンターから、私たち超ときめき♡宣伝部です!(埼玉・さいたまスーパーアリーナ）※無観客生配信ライブ[206]
- 2020年10月11日 - 超ときめき♡宣伝部のZepp Haneda(TOKYO)で待ち合わせね!（東京・Zepp Haneda（TOKYO）、昼夜2部制）[207]
- 2020年11月8日 - 行くぜ!LINE CUBE SHIBUYAからお届け!超ときめき♡宣伝部!（東京・LINE CUBE SHIBUYA、昼夜2部制）[208][209][210]
- 2021年3月28日 - 春の燦々ワンマンライブ（東京・Zepp Haneda（TOKYO）、昼夜2部制、配信あり）[211][212][213]
- 2022年10月22日 - 行くぜ!超ときめき♡宣伝部 in 幕張メッセ~星をめざして〜（千葉・幕張メッセ イベントホール）
- 2024年1月27・28日 - 行くぜ!超ときめき♡宣伝部 at 横浜アリーナ!〜隣はきみって決めてるの〜（神奈川・横浜アリーナ）

### ライブツアー
小目次: 2018春 - 2019春 - 2019秋 - 2020春 - 2021夏 - 2022春 - 2022夏 - 2023夏 - 2024夏

#### ときめき♡宣伝部の「ときおとめ」収穫ツアー〜おひとついかが？〜
全4会場4公演
- 2018年3月31日 - 東京・かつしかシンフォニーヒルズ モーツァルトホール
- 2018年4月7日 - 大阪・梅田CLUB QUATTRO
- 2018年4月28日 - 宮城・LIVE HOUSE enn 2nd
- 2018年4月30日 - 愛知・SPADE BOX

#### ときめき♡宣伝部 春のライブハウスロックオンツアー2019
全5会場5公演
- 2019年5月2日 - 宮城・SENDAI darwin
- 2019年5月3日 - 大阪・梅田クラブクアトロ
- 2019年5月5日 - 愛知・名古屋クラブクアトロ
- 2019年5月6日 - 東京・渋谷クラブクアトロ
- 2019年5月12日 - 東京・渋谷クラブクアトロ[214]
- 2019年5月18日 - 福岡・DRUMBe-1

#### ときめき♡秋のハロウィン3本勝負
全3会場3公演
- 2019年11月4日 - 茨城・水戸ライトハウス
- 2019年11月10日 - 京都・FANJ
- 2019年11月17日 - 静岡・LIVE ROXY

#### 超ときめき♡宣伝部の春のレッツ! Zepp!ジャンプ!ツアーは最強説!!
※COVID-19感染症の蔓延に伴い全公演中止
- 2020年5月4日 - 神奈川・KT Zepp Yokohama
- 2020年5月5日 - 愛知・Zepp Nagoya
- 2020年5月23日 - 大阪・Zepp Namba
- 2020年5月30日 - 東京・Zepp DiverCity TOKYO

#### みんなをすきっ!にさせるハートロックオンZepp Tour 2021
全5会場8公演
- 8月21日 - 北海道・Zepp Sapporo（2部制）[215][216]
- 8月26日 - 愛知・Zepp Nagoya[217][218]
- 8月28日 - 福岡・Zepp Fukuoka（2部制）[219][220]
- 9月4日 - 東京・Zepp Haneda（TOKYO）（2部制）[221][222]
- 9月5日 - 大阪・Zepp Osaka Bayside（8月15日から延期・振替）[78][223][224][225]

#### 超ときめき♡宣伝部の春の燦々ホールロックオンツアー2022
全3会場 3公演
- 3月21日 - 大阪・メルパルクホール大阪
- 4月3日 - 東京・中野サンプラザホール
- 4月23日 - 愛知・名古屋市公会堂 大ホール　※メンバーのコロナウイルス陽性反応をうけ、中止[226][227]

#### 超ときめき♡宣伝部のサンリオキャラクターズと行く!真夏のハートギュッとTOUR 2022
全6会場11公演(7日程)
サンリオキャラクター（ハローキティ、ポムポムプリン、マイメロディ、シナモロール、バッドばつ丸、リトルツインスターズ、クロミ、こぎみゅん、ハンギョドン、ポチャッコ）とパブりんを帯同させてツアーを回った。
- 7月10日 - 東京・Zepp Haneda（TOKYO）（2部制）
- 7月17日 - 福岡・Zepp Fukuoka（2部制）
- 7月31日 - 愛知・Zepp Nagoya
- 8月11日 - 北海道・Zepp Sapporo（2部制）
- 8月27日 - 東京・Zepp Haneda（TOKYO）（2部制）
- 9月20日 - 大阪・Zepp Namba（OSAKA）（7月31日から延期・振替）
- 9月30日 - 宮城・仙台PIT（8月21日から延期・振替）

#### 超ときめき♡宣伝部のハートロックオンホールTOUR 2023
全10会場10公演
- 6月3日 - 兵庫・加古川市民会館大ホール[230]
- 6月4日 - 京都・宇治市文化センター大ホール
- 6月18日 - 広島・広島JMSアステールプラザ大ホール
- 7月8日 - 宮城・エレクトロンホール宮城
- 7月15日 - 福岡・福岡国際会議場メインホール
- 7月16日 - 大阪・NHK大阪ホール
- 8月13日 - 新潟・新潟市民芸術文化会館
- 8月19日 - 神奈川・パシフィコ横浜国立大ホール
- 9月3日 - 愛知・Niterra日本特殊陶業市民会館 ビレッジホール
- 9月9日 - 東京・昭和女子大学 人見記念講堂

#### 超ときめき♡宣伝部のきみのハートにロックオンTOUR 2024
全9会場11公演（うち日本国外2会場2公演）
- 7月15日 - 大阪・フェニーチェ堺大ホール
- 7月27日 - ソウル（韓国）・YES24 WANDERLOCH HALL
- 8月3日 - ジャカルタ（インドネシア）・Balai Sarbini
- 8月12日 - 愛知・日本特殊陶業市民会館フォレストホール
- 8月17日 - 宮城・イズミティ21
- 8月28日・29日 - 神奈川・カルッツかわさき
- 9月1日 - 茨城・水戸市民会館 グロービスホール
- 9月8日 - 奈良・なら100年会館大ホール
- 9月15日・16日 - 東京・Zepp Haneda

#### 超ときめき♡宣伝部のきみのハートにロックオンTOUR 2025 〜10th Anniversary〜
全12会場14公演
- 7月12日 - 和歌山・和歌山県民文化会館
- 7月13日 - 兵庫・神戸国際会館 こくさいホール
- 7月20日 - 東京・NHKホール
- 8月3日 - 滋賀・滋賀県立芸術劇場びわ湖ホール 大ホール
- 8月10日 - 福岡・福岡市民ホール 大ホール
- 8月16日・17日 - 埼玉・大宮ソニックシティ 大ホール
- 8月24日 - 宮城・仙台サンプラザホール
- 8月30日 - 神奈川・パシフィコ横浜 国立大ホール
- 9月6日・7日 - 愛知・Niterra日本特殊陶業市民会館フォレストホール
- 9月13日 - 大阪・グランキューブ大阪
- 9月23日 - 神奈川・横浜アリーナ
- 9月28日 - 大阪・大阪城ホール

### その他のライブ
小目次: 2015 - 2016 - 2017 - 2018 - 2019 - 2020 - 2021 - 2022- 2023- 2024- 2025

#### 2015年
- 5月31日 - 土っキュン!!♡土っキュン!!♡ツアー 2部「辻野かなみ 涙の生誕 約5840日記念フリーライブ」（埼玉・コクーン新都心）
- 7月20日 - J:COM×STARDUST SECTION3夏だよ!海の日Special（神奈川・横浜O-SITE） - 私立輝女学園としても出演
- 7月26日 - J:COM×STARDUST SECTION3 ENOSHIMA EASTSIDE BEACH SUMMER LIVE（坂井仁香♡生誕祭）（神奈川・江ノ島 片瀬東浜海水浴場ステージ）
- 8月2日 - TOKYO IDOL FESTIVAL 2015（東京・お台場青海周辺エリア）
- 8月7日 - 音霊 OTODAMA SEA STUDIO 2015〜フライデーガールズビーチパーティー 2015〜（神奈川・由比ヶ浜）
- 8月13日 - 吉川ひより♡生誕祭 フリーイベント（東京・ららぽーと豊洲）

#### 2016年
- 1月8、9日 - 俺の藤井2016「Tynamite!!」（埼玉・さいたまスーパーアリーナ）
- 5月4日 - STARDUST SECTION3 営業所まつり（大阪・グランフロント大阪） - 八重洲営業所として
- 7月2、3日 - アイドル横丁夏まつり!!〜2016〜（神奈川・横浜赤レンガパーク）
- 8月2、3日 - TOKYO IDOL FESTIVAL 2016（東京・お台場青海周辺エリア）
- 8月13日 - わんぱくテシマジマランド ももクロ桃神祭2016外周パーク（神奈川・日産スタジアム）
- 8月14日 - 寒川びっちょりまつり2016（神奈川・さむかわ中央公園） - びっちょり宣伝大使
- 8月26日 - お台場みんなの夢大陸2016（東京・お台場）
- 9月25日 - @JAM×ナタリー EXPO 2016（千葉・幕張メッセ）

#### 2017年
- 1月7、8日 - 俺のネクストガール2017 〜もちろん藤井〜「やっぱり ステラボール」（東京・ステラボール）[231]
- 4月8日 - ももクロ春の一大事2017 in 富士見市（埼玉・富士見市第2運動公園）※てまきパークステージ（13:30 - 14:00）
- 5月7日 - 東京アイドル劇場プレミアム「ときめき♡宣伝部公演」（東京・品川グランドホール）
- 6月25日 - SYACHI FES 2017（愛知・大高緑地公園 特設ステージ）※Kawasaki STAGE（11:40 - 11:55）、TOYS STAGE（13:55 - 14:15）[232]
- 7月29日 - みんなの夢大陸マイナビステージ（東京・お台場）
- 8月4日 - TOKYO IDOL FESTIVAL 2017（東京・お台場青海周辺エリア）
- 8月20日 - SUMMER SONIC 2017（千葉・幕張メッセ）
- 8月27日 - @JAM EXPO 2017（神奈川・横浜アリーナ）[233]
- 9月6日 - 黒フェス（東京・豊洲PIT）
- 9月16日 - 茨城総合物産音楽フェスティバル2017（茨城・千波公園野外特設ステージ）

#### 2018年
- 2月4日 - HMV×MAGiC BOYZ presents「カニへ西へ」Vol.8（北海道・札幌sound Lab MOLE）
- 2月4日 - （有）申し訳AFTERNOON＠札幌mole（北海道・札幌sound Lab MOLE）
- 2月24日 - @JAM the Field vol.13（東京・新宿BLAZE）
- 3月10日、11日 - @JAM x TALE in HongKong 2018（香港・MUSIC ZONE）
- 4月21日 - ももクロ春の一大事2018 in東近江市（滋賀・布引運動公園陸上競技場）
- 5月24日 - STARDUST PLANET プレゼンツAKIBAカルチャーズ定期公演〜スタプラメンバーが笑顔と元気をお届け!ネクストジェネレーションズLIVE〜（東京・AKIBAカルチャーズ劇場）
- 7月7日 - アイドル横丁夏まつり!!〜2018〜（神奈川・横浜赤レンガパーク）
- 7月28日 - 夏S 2018 ももクロトリビュート〜みんなで10周年をお祝いしちゃうぞ!〜（埼玉・メットライフドーム）[234]
- 8月3～5日 - TOKYO IDOL FESTIVAL 2018（東京・お台場青海周辺エリア）
- 8月8日 - LOVE & BEACH 2018＠音霊 OTODAMA SEA STUDIO（神奈川・三浦海岸）
- 9月6日 - 激辛グルメ祭り presents HOT THE LIVE!!!!!!（東京・新宿BRAZE）
- 9月9日 - 組長祭 2018（東京・渋谷区文化総合センター大和田 さくらホール）
- 10月14日 - アニ玉祭2018（埼玉・大宮ソニックシティ） ※杏ジュリアお披露目
- 11月11日 - 東京女子流×ときめき♡宣伝部　ツーマンライブ（東京・Mt.RAINIER HALL SHIBUYA PLEASURE PLEASURE）
- 12月2日 - やぐフェス2018〜黒と白の交わる場所〜（東京・品川インターシティホール）

#### 2019年
- 1月14日 - 初S 2019（東京・Zepp Divercity）
- 2月17日 - 出張!六本木アイドルフェスティバル in 渋谷（東京・TSUTAYA O-EAST）
- 8月2日、3日 - TOKYO IDOL FESTIVAL 2019（東京・お台場青海周辺エリア）※3日は東京女子流との合同ユニット「東京♡宣伝部」としても出演[235]
- 8月4日 - MomocloMania2019 〜Road to 2020〜（埼玉・メットライフドーム）※サテライトパークステージ(10:50 - 11:10)
- 8月12日 - DATE THE POP Special edition〜SUMMER DATE〜（東京・日比谷野外音楽堂）
- 8月13日 - 東海アイドル万博2019（愛知・Zepp Nagoya）
- 8月25日 - @JAM EXPO 2019（神奈川・横浜アリーナ）[236]
- 9月16日 - 第１回「スター☆オーディション」最終選考会（東京・山野ホール）
- 9月22日 - 女・組長祭 2019（東京・渋谷区文化総合センター大和田 さくらホール）
- 10月31日 - SHIBUYA アルティメットハロウィン2019（東京・Shibuya Tsutaya O-EAST）

#### 2020年
- 1月19日 - 「ミューコミプラス」presents スタプラアイドルフェスティバル〜今宵、シンデレラが決まる〜（神奈川・横浜アリーナ）
- 3月22日 - 今こそ立ち上がれ!!東京♡宣伝部　※無観客生配信ライブ、東京女子流と共演
- 7月4日 - エイベのアイドル夏祭り〜哲、この部屋。無観客ライブ配信〜　※無観客生配信ライブ、avex所属アイドルの共演[237]
- 8月29日 - A-nation online 2020　※無観客生配信ライブ
- 8月31日 - 超ときめき♡宣伝部 としまえんファイナルライブ（東京・としまえん）※としまえん営業最終日にスペシャルサポーターとして登場
- 9月22日 - 女・組長祭2020　※無観客生配信ライブ
- 10月4日 - TOKYO IDOL FESTIVAL オンライン 2020　※無観客生配信ライブ
- 12月31日 - 第4回 ももいろ歌合戦 ※無観客生配信ライブ

#### 2021年
- 2月1日 - TOUCH ※無観客生配信ライブ[238][239]。バーティカルシアターアプリ「smash.」にて期間限定で映像配信された[240]。
- 10月3日 - TOKYO IDOL FESTIVAL 2021（東京・お台場青海周辺エリア）
- 10月17日 - 女・組長祭 2021（東京・渋谷区文化総合センター大和田 さくらホール）[241]
- 10月30日 - 「ミューコミVR」 presents スタプラアイドルフェスティバル〜今宵、2人目のシンデレラが決まる〜（神奈川・横浜アリーナ）[242]
- 11月17日 - AYAKARNIVAL 2021（東京・日本武道館）
- 12月31日 - 第5回 ももいろ歌合戦（東京・日本武道館）

#### 2022年
- 2月15日 - LIVE EMPOWER CHILDREN 2022 ※生配信ライブ[243]
- 8月5日 - EBiDAN NEXT FESTIVAL 2022 SUMMER （東京・LINE CUBE SHIBUYA）
- 8月6日 - TOKYO IDOL FESTIVAL 2022（東京・お台場青海周辺エリア）
- 10月23日 - 女・組長祭 2022（東京・渋谷区文化総合センター大和田 さくらホール）
- 11月2日 - 東海大学 湘南キャンパス 建学祭（神奈川・東海大学 湘南キャンパス）
- 12月31日 - 第6回 ももいろ歌合戦（東京・日本武道館）

#### 2023年
- 1月10日 - アニソン - New Year SPECIAL 〜ガラ・コンサート2023〜（東京・東京文化会館 大ホール）※シンフォニック・オーケストラ：パシフィックフィルハーモニアポップス東京、指揮：藤原いくろう、共演：中川翔子、angela[244]
- 1月14日 - SDGs推進 TGC しずおか 2023 by TOKYO GIRLS COLLECTION（静岡・ツインメッセ静岡 北館）
- 1月14日 - スタプラアイドルフェスティバル〜今宵、シンデレラグループが決まる〜powered by スタプラアイドルラジオ（神奈川・横浜アリーナ）
- 1月21日 - SANRIO Virtual Festival 2023 in Sanrio Puroland ※生配信ライブ
- 2月15日 - LIVE EMPOWER CHILDREN 2022（東京・NHKホール）
- 3月4・5日 - 「行くぜ!超ときめき♡宣伝部 in 幕張メッセ!〜星をめざして〜」“超”プレミアム上映会＆トークショー
- 4月30日 - 春のスターダストスペシャルライブ in 城島高原2023（大分・城島高原パーク ウッドパワースタジアム）※TEAM SHACHIと共演。
- 5月7日 - FM FUKUOKA 超ときめき♡宣伝部 スペシャルトーク&ミニライブ in キャナル誕生祭（福岡・キャナルシティ博多）
- 7月29日 - Impactnation Japan Festival 2023（インドネシア・Istora Gelora Bung Karno Jakarta）
- 8月4日 - TGC teen 2023 Summer（東京・国立代々木競技場 第二体育館）
- 8月7日 - SUMMER STATION 音楽LIVE（東京・六本木ヒルズアリーナ）
- 8月27日 - @JAM EXPO 2023 supported by UP-T（神奈川・横浜アリーナ）
- 9月6日 - 黒フェス2023（東京・豊洲 PIT）
- 9月17日 - 女・組長祭 2023（東京・恵比寿ザ・ガーデンホール）
- 9月27日 - 「かわいいメモリアル」リリース記念ラジオ日本公開収録イベント
- 10月7日 - 第3回「スター☆オーディション」最終選考会（東京・山野ホール）
- 10月9日 - One Night Festival 〜天挑五歌仙大演會〜（東京・有明アリーナ）
- 10月29日 - スタプラアイドルフェスティバル 〜秋の新曲収穫祭〜（神奈川・横浜アリーナ）
- 11月4日 - MUSICGLOBE FES 2023（東京・東京国際フォーラム）
- 11月12日 - 洗足学園フェスティバル2023（神奈川・洗足学園 前田ホール）
- 12月31日 - 第7回 ももいろ歌合戦（神奈川・横浜アリーナ）

#### 2024年
- 3月17日 - ジゴロック2024 〜大分 "地獄極楽" ROCK FESTIVAL〜 supported byニカソー （大分・大分スポーツ公園）
- 3月18日 - ＃いのちをつなぐ声　献血感謝LIVE （東京・EX THEATER ROPPONGI）
- 7月14日 - LuckyFes’24（茨城・国営ひたち海浜公園）
- 10月19日 - Rakuten GirlsAward 2024 AUTUMN/WINTER（千葉・幕張メッセ国際展示場9-11ホール）
- 11月9日 - 氣志團万博2024 ～シン・キシダンバンパク～ supported by ALL FREE（千葉・幕張メッセ国際展示場9-11ホール）
- 11月22日・23日 - STARDUST THE PARTY 2024（神奈川・横浜BUNTAI）

#### 2025年
- 2月8日 - LIVE SDD 2025（大阪・大阪城ホール）[245]
- 8月23日（予定） - LOVE IT! ROCK 2025（ラヴィット!ロック 2025）（東京・国立代々木競技場 第一体育館)[246]
- 11月11日（予定） - 五木JAM2025 in YOKOHAMA（横浜アリーナ）[247]
- 11月16日（予定） - サントリー オールフリー presents 氣志團万博2025 ～関東爆音パビリオン～ powered by Epson（千葉・幕張メッセ国際展示場9-11ホール）[248]

### 主要なフリーライブ
メンバー加入など、特筆事項があったフリーライブのみ記載する。
- 2015年5月6日 - 土っキュン!!♡土っキュン!!♡ツアー（東京・HMV池袋エソラ）※初ステージ
- 2017年3月20日 - ときめき♡イエロー　永坂真心ラストライブ（東京・ららぽーと豊洲）
- 2017年6月18日 - ときめき♡宣伝部 ～5th SEASON～ 大胆 震撼 烈火のごとく襲来ドーン!ツアー!リターンズ（東京・ららぽーと豊洲）[249]
  - 藤本ばんびと小高サラの加入が発表された。
- 2017年11月21日 - DEADHEAT SHOW（山梨・忍野 しのびの里）
  - 忍野 しのびの里とのコラボイベント（リリースイベントを兼ねる）。
- 2018年10月7日 - ときめき♡パープル 小高サラ ラストライブ（東京・ダイバーシティ東京）
- 2019年7月6日 - ときめく♡すぺしゃるフリーライブ（東京・東京ドームシティ ラクーアガーデンステージ）※東京女子流と共演
- 2020年2月15・16日 - ときめき♡バレンタインフリーライブ（15日：大阪・大阪南港ATC、16日：愛知・エアポートウォーク名古屋）
  - 藤本ばんびの脱退前最後の有観客イベント。
- 2020年3月29日 - ときめき♡レモン 藤本ばんびラストライブ　※無観客録画ライブ
- 2023年9月29日 - 「かわいいメモリアル」リリース記念イベント（神奈川・ラゾーナ川崎プラザ）
  - 菅田愛貴加入後初、約3年半ぶりとなるフリーライブ開催

### ファンクラブイベント
- 2021年4月24日（土）および6月5日（土）・6日（日）・13日（日） - 「超ときめき♡宣伝部×サンリオピューロランド 超ときめく世界に宣伝本部とハロー!ハロー!」（東京・サンリオピューロランド　フェアリーランドシアター）[250]。
  - 出演者：超ときめき♡宣伝部、パブりん、ハローキティ、ポムポムプリン、マイメロディ、シナモン、リトルツインスターズ（キキ＆ララ）。
- 2022年2月19日（土）・20日（日）・23日（水・祝） -「サンリオピューロランド × 超ときめき♡宣伝部 ピューロビレッジ ときめきライブパレード〜ミラクルバレンタイン〜」（東京・サンリオピューロランド　ピューロビレッジ）[251][252]。
  - 出演者：超ときめき♡宣伝部、パブりん、ハローキティ、マイメロディ、シナモン、ポムポムプリン、リトルツインスターズ（キキ＆ララ）、ハンギョドン

## 出演
メンバー個人またはペアでの出演については、辻野かなみ、杏ジュリア、坂井仁香、小泉遥香、菅田愛貴、吉川ひより、並びに旧メンバー（永坂真心、小高サラ、藤本ばんび）を参照。
STAR PLANET（旧 STARDUST PLANET）の所属グループが交替で出演する番組については、STAR PLANETを参照。
小目次: テレビ番組 - ラジオ番組 - Web番組 - ポッドキャスト番組 - 書籍 - 雑誌 - 新聞 - CM - コラボ - 舞台 - その他

### テレビ番組

#### 現在のレギュラー番組
- 超万博♡宣伝部（2025年5月3日 - 10月4日（予定）、毎日放送） - 毎月第1土曜日放送、毎回2人ずつ出演[119]
- あつまれ!ちきゅうキッズ いろりろ（2025年6月1日 - 、読売テレビ） - 「ダンスのおねえさん」として出演[253]
- ラヴィット!「2025年7月 - 9月 水曜「ラヴィット!ファミリー」」（2025年7月2日 - 9月24日（予定）、TBS系列） - 毎週1人ずつ出演[254]

#### 過去のレギュラー番組・単発冠番組
- 生放送!!私立輝女学園SEASON2（2015年4月11日 - 12月12日、J:COM）
- 私立輝女学園SEASON2（2016年1月9日 - 3月26日、J:COM）
- ときめき♡スポーツ王国（2016年6月1日 - 12月1日、J:COM）[255][256]
- ときめき♡宣伝部の番宣させてください♡（2017年1月4日 - 12月4日、J:COM）[257]
- スター☆ベガス（2017年4月5日深夜 - 9月27日深夜、BSフジ）（※不定期出演）
- 超ときめき♡宣伝部 〜すきっ!になってくれますか??〜（2021年9月26日・10月24日、WOWOWプラス 歌謡ポップスチャンネル）[258]
- 超ときめき♡シャドウバースF宣伝部（2022年10月1日 - 10月29日、テレビ東京系列）
- ときめきを止めるな!〜私たち、超ときめき♡宣伝部です!〜（2023年4月7日深夜 - 6月30日深夜、テレビ東京）
- ももフラ+ NO RULE コラボ（ももいろインフラーZ放送終了直後のミニ番組）（2024年6月2日[259]、8月4日[260]、TOKYO MX）[注 23]
- ときめき♡超音波!!（2024年10月14日深夜 - 11月4日深夜、日本テレビ）[261]
- バラバラマンスリー「ときめき青春リターン部」（2025年6月5日深夜 - 6月26日深夜、テレビ朝日系列）[120]
- おはスタ 番組内コーナー「ようこそ！アイプリ研究部」（2025年4月8日[262] - 7月8日[263]、テレビ東京系列） - 毎週火曜日放送

#### 音楽番組
- ミュージック☆ロード（2015年10月17日、10月24日、BS11）
- ライブB♪（2017年5月30日深夜、TBSテレビ）[264]
- PLAYLIST（2019年3月26日深夜[265]、9月24日深夜[266]、2020年4月28日深夜[267]、9月29日深夜[268]、2021年9月28日深夜[269]、2022年6月28日深夜[270]、TBSテレビ）
- HOT WAVE（2019年4月7日、2020年4月26日、9月20日、12月20日ほか多数、テレビ埼玉）
- J-MELO（2021年1月11日、NHK WORLD-JAPAN）
- プレミアMelodiX!（2021年10月4日深夜[271]、2024年3月11日深夜[272]、2025年8月4日深夜[273]、テレビ東京）
- CDTVスペシャル!年越しプレミアライブ2021→2022（2021年12月31日 - 2022年1月1日、TBS系列）[274]
- BOMBER-E（2022年1月11日深夜、メ〜テレ）[275][276]
- ひるソン!（2022年5月25日、テレビ東京）
- うたコン（2023年6月6日[277]、2024年3月5日[278]、6月11日[279]、11月12日[280]、2025年5月20日[281]、NHK総合）
- テレ東60祭!ミュージックフェスティバル2023 〜一生聞きたい!昭和・平成・令和ヒット曲100連発〜（2023年11月15日、テレビ東京系列）[282]
- 週刊ナイナイミュージック（2023年11月22日（VTR）、2024年6月19日[283]、7月10日（VTR）、フジテレビ系列）
- ニュージェネ!（2024年1月26日（NHK BSプレミアム4K）、2月2日（NHK BS））[注 24][284][285]
- しおこうじ玉井詩織×坂崎幸之助のお台場フォーク村NEXT （2024年2月15日、フジテレビNEXT）[286]
- CDTVライブ!ライブ!（2024年4月8日[287]、5月6日[288]、9月30日[289]、2025年5月5日[290]、6月23日[291]、TBS系列）
- バズリズム02（2024年5月17日深夜[292]、11月1日深夜[293]、日本テレビ系列）
- FNS鬼レンチャン歌謡祭（2024年5月29日、フジテレビ系列）[294]
- Venue101（2024年6月1日[295]、2025年8月2日（予定）[296]、NHK総合）
- テレ東ミュージックフェス2024夏～ヤバい昭和の超名曲vs令和ヒット曲100連発～（2024年6月26日、テレビ東京系列）[297]
- 2024 FNS歌謡祭 夏（2024年7月3日、フジテレビ系列）[298]
- 音楽の日2024（2024年7月13日、TBS系列）[299]
- ミュージックステーション（2024年10月18日[300]、2025年7月25日[301]、テレビ朝日系列）
- JOYNT POPS（2024年11月30日（NHK BS）、12月8日（NHK BSプレミアム4K））[注 24][302]
- CDTVライブ!ライブ!クリスマス4時間半スペシャル2024（2024年12月16日、TBS系列）[303]
- CDTVライブ!ライブ! 年越しスペシャル 2024→2025（2024年12月31日 - 2025年1月1日、TBS系列）[注 25][304]
- 大正製薬presents プレミアMelodiX!スペシャル2025（2025年1月2日、テレビ東京系列）[305]
- THE MUSIC DAY 2025（2025年7月5日、日本テレビ系列）[306]
- 音楽の日2025（2025年7月19日、TBS系列）[307]
- ミュージックフェア（2025年7月26日、フジテレビ系列）[308]
- 歌のサンセット（2025年8月8日、テレビ東京）[309]
- CDTVライブ!ライブ!夏の4時間SP（2025年8月18日、TBS系列）[310]

#### バラエティ番組・情報番組
- おはスタ（2016年11月15日、2017年6月6日、2017年11月13日、2018年4月5日、2022年10月5日、テレビ東京系列）
- マチコミ（2016年12月13日、テレビ埼玉） - 音楽ゲストコーナー「オトコミ」出演[311]
- コサキンのラジオごっこ（2017年2月10日、MONDO TV） - 公開収録に乱入する形で辻野かなみ、坂井仁香、吉川ひよりが出演
- 関内デビル（2017年12月20日、2018年5月2日、2019年4月29日 - 5月3日、2020年9月15日、テレビ神奈川）
- NEXTIDOL!（2020年4月14日、MUSIC ON TV!）
- 有吉反省会（2021年5月22日、日本テレビ系列） - 辻野かなみ、坂井仁香、小泉遥香、菅田愛貴、吉川ひよりが出演[312]
- ドレスキーとコレスキー（2021年10月23日[313]、10月30日[314]、テレビ埼玉） - 辻野かなみ、菅田愛貴、吉川ひよりが出演
- 本家が聴かせてもらいます（2021年11月18日深夜、12月2日深夜、テレビ東京）[315]
- スッキリ（2022年1月31日、日本テレビ系列）
- ゴリエと申します。（2022年6月4日、フジテレビ）
- 祝R-1グランプリ優勝!お見送り芸人しんいちのコラボ・ザ・ベストテン〜一夜限りの大音楽祭!?〜（2022年6月19日深夜、フジテレビ系列）
- あにレコTV（2022年10月17日深夜、テレビ東京） - 杏ジュリア、菅田愛貴、吉川ひよりが出演[316]
- 千鳥のクセがスゴいネタGP バレンタイン2時間SP（2023年2月9日、フジテレビ系列）
- よるのブランチ（2023年2月22日、9月20日、TBS系列）
- さんまの東大方程式（2023年4月22日、フジテレビ系列）
- 沼にハマってきいてみた（2023年7月22日[317][318]・2024年9月14日[319]、NHK Eテレ）
- 5時に夢中! （2024年3月27日、TOKYO MX）
- バラいろダンディ （2024年3月27日、TOKYO MX）
- DayDay.（2024年4月10日、2025年7月21日（VTR）、日本テレビ系列）
- オールナイトフジコ（2024年6月21日深夜、フジテレビ系列）
- あのちゃんの電電電波♪（2024年6月25日深夜、テレビ東京系列）
- 中居正広の金曜日のスマイルたちへ（2024年7月12日、TBS系列）
- ハチミツ!!（2024年11月17日深夜、フジテレビ系列）[320]
- THE突破ファイル（2024年12月5日、日本テレビ系列） - 再現ドラマ出演[321]
- うわっ!ダマされた大賞2024冬（2024年12月8日、日本テレビ系列）[322][323]
- ラヴィット!（2024年12月19日、TBS系列）[324]
- 芸能人が本気で考えた!ドッキリGP（2025年1月25日、フジテレビ系列）[325]
- ニンゲン観察バラエティ モニタリング（2025年2月27日（VTR）[326]、5月8日（VTR）[327]、TBS系列） - 小泉遥香、菅田愛貴、吉川ひよりが出演
- 有吉の壁（2025年4月30日、日本テレビ系列）[328]
- 市町村てくてく散歩（2025年5月3日、チバテレ） - 辻野かなみ、小泉遥香、吉川ひよりが出演[329][330]
- ザ!世界仰天ニュース（2025年7月15日、日本テレビ系列） - 辻野かなみ、杏ジュリア、坂井仁香、小泉遥香が出演[331]
- ライバルたちがめっちゃ褒めてくる!（2025年8月19日深夜、毎日放送）[332]

#### テレビドラマ
- リトライ、青春!（2024年8月25日、TOKYO MX） - 主演[333]

### ラジオ番組

#### 現在のレギュラー番組
- 晴れ ときどき 超ときめき♡宣伝部（2017年4月7日 - 、ラジオ日本、毎週土曜日 深夜25:00 - 25:30）[334][335]
- 超ときめき♡STYLE（2023年10月8日 - 、ニッポン放送、毎週日曜日 深夜24:30 - 24:50）[336][337]
- “推したい夢”超ときめき♡宣伝部のめっちゃわかりみ〜!!（2025年5月3日 - 、FM大阪）[117][118]

#### 過去のレギュラー番組・単発冠番組
- 60TRY部（出演日多数、ラジオ日本）
  - スペシャルパーソナリティーとしての出演は当該項目参照。
  - ときめき♡宣伝部の60TRY部宣伝部（番組内コーナー、2016年4月29日 - 2017年3月30日）
- 超ときめき♡宣伝部のオールナイトニッポンX（2022年2月25日深夜、ニッポン放送）
- 超ときめき♡宣伝部のオールナイトニッポン0（2024年1月2日深夜、ニッポン放送）

### Web番組

#### 現在のレギュラー番組
- ロックオーン!ときめし発表会（2020年11月より毎月、cookpadLive）[338]
- ときめき♡バロメーター上昇TV（YouTube）[339]
  - 2019年2月6日より原則として毎週水曜日にプレミア配信されており、2022年11月9日に200回を迎えた。
- ときめき♡プレシャス（2023年9月15日 - 、テレ朝動画）[340][341][342]

#### 過去のレギュラー番組・単発冠番組
- ときめき原宿宣伝部（2016年5月11日 - 2017年3月22日、AbemaTV FRESH!）
- ときめき♡宣伝部のわくわくどきどき 第2回ソロ曲争奪戦GP（2017年4月9日、FRESH! by CyberAgent）[343]
- リアドラ 『リトライ、青春!』（2024年3月29日 - 31日、Rakuten TV）[344]

#### ゲスト出演
- 原宿パーティー7（2015年12月21日、原宿「AmebaFRESH!Studio」）
- 緊急生特番!STARDUST PLANET発足記念大感謝パーティー（2018年2月17日、AbemaTV）
- 矢口真里の火曜The NIGHT（2018年11月14日[345]、2020年6月17日、2020年7月1日、AbemaTV）2020年6月は辻野、小泉のみ。2020年7月は坂井、吉川のみ。
- BASEBALL ZONE（2021年5月25日 - 6月13日・7月13日、DAZN）[346] - ときめけ野球女子宣伝部
- TikTok Music Night 2021Rewind - Special Edition（2021年12月17日、TikTok）[347]
- THE FIRST TAKE（2024年6月12日公開「最上級にかわいいの!」、YouTube) [348]

### ポッドキャスト番組

#### 現在のレギュラー番組
- イマフレランチ（2024年5月16日 -、Artistspoken、毎週木曜日 12:00 - 最新話配信）[349]

### CM

#### テレビCM
- フォーシーズ「ピザーラ」
  - 熟成パンチェッタのよくばりクォーター「イチキュッパ」篇、熟成パンチェッタのよくばりクォーター「ときめきピザーラ」篇（2024年7月6日より夏シーズン、角田晃広（東京03）と共演）[350]
  - 濃厚カニリッチ「クイズでコール＆レスポンス」篇、濃厚カニリッチ「冬のギョ馳走クイズ」篇（2024年11月9日より冬シーズン、さかなクンと共演）[351]
- タカラトミーアーツ「ひみつのアイプリ」（2025年4月6日 - ）[176]
- 楽天カードコラボCM（2025年6月7日 - ）[178]
- ココネ「ポケコロツイン」（2025年8月1日 - ） - 坂井仁香、菅田愛貴が「超ときめき♡ツイン部」として出演[185]

#### WebCM
- 花王「ケープ」
  - 「黒ケープがあれば、前髪いつだってかわいいの！ 」篇（2025年2月4日よりシリーズWebCM公開開始）[174][352]
- DROAS「DROAS× 超ときめき♡宣伝部 「超きゅーちゃく♡宣伝部」」（2025年2月17日よりWebCM公開開始）[353]
- 住友生命保険「Chakin」（2025年3月17日よりWebCM公開開始）[354][355]
- セブン-イレブン「マルチコピー機シェアプリント（富士フイルムビジネスイノベーション）」（2025年7月15日よりWebCM公開開始）[356][357][358]
- 森永乳業「ビフィズス菌「腸ときめき宣伝部」篇」（2025年7月18よりWebCM公開開始）[359][360]

### コラボ
- 寒川びっちょり祭2016 びっちょり宣伝大使（2016年夏）
- 「忍野 しのびの里」宣伝部（2017年） - 2017年11月21日には「一日くノ一」を務めた[361]
- 「STARDUST PLANET CAFE in SWEETS PARADISE」（2018年7月1日 - 7月31日、スイーツパラダイス 池袋店）
- アパレルブランド「KANGOL」（2019年） - コラボアイテム[362]
- アパレルブランド「SPINNS」（2019年、2020年） - アウタービジュアルモデル・コラボアイテムなど[363][364][365]
- 安楽亭グループ コラボフェア（2019年、2020年）[366][367]
- 「ときめき♡宣伝部にロックオンされてしまうカフェ♡〜ときめきフルコースVer.〜」(2020年2月2日 - 2月24日、原宿AREA-Q ANNEX)[368]
- としまえんスペシャルサポーター（2020年7月13日 - 2020年8月31日）[369]
- セレクトショップ：baseyard tokyoファッションコラボ企画 超ときめき♡宣伝部×FRUIT OF THE LOOM（フルーツオブザルーム）コラボ（2021年）[370]
- 楽天地×錦糸町パルコのクリスマスキャンペーン（2021年12月10日 - 25日（タワーレコード錦糸町パルコ店でのキャンペーンのみ26日まで））[371]
- 超ときめき♡宣伝部×ahamoキャンペーン（2023年7月18日 - 31日、NTTドコモ）[372]
- ダイバーシティ東京プラザ♡宣伝部♡（2024年5月30日 - 6月30日、東京・ダイバーシティ東京）[373]
- ロート製薬「会いに行こう。」超ときめき♡宣伝部meetsデ・オウキャンペーン（渋谷ポスタージャック：2024年6月17日 - 30日[374]、SPECIAL ファンミーティング：2024年7月21日[375][376]）[377]
- 快活フロンティア「超ときめき♡宣伝部×コート・ダジュール コラボキャンペーン」（2024年6月20日 - 9月29日）[378]
- I-ne「YOLU バスタブレット×超ときめき♡宣伝部」TikTok生配信（2024年9月2日）及びレビュー動画公開（2024年9月3日）[379][380]
- ラウンドワン「超ときめき♡宣伝部×ROUND1 コラボキャンペーン」（2024年12月6日 - 2025年3月9日、ROUND1 各店舗）[381]
- 花王「ケープ FOR ACTIVE×超ときめき♡宣伝部」コラボキャンペーン（2025年2月4日 - ）[174]
- DROAS「DROAS×超ときめき♡宣伝部 「超きゅーちゃく♡宣伝部」」（2025年2月10日 - ）[382][353]
- ルミネエスト新宿「sweet×LUMINE EST SHINJUKU」（2025年3月3日 - 4月13日）[383]
- 住友生命保険「超ときめき♡宣伝部×住友生命「Chakin」」住友生命Chakin宣伝部（2025年3月17日よりキャンペーン開始）[354][355]
- 貢茶「ゴンチャ店内放送「メロメロRADIO」」（2025年3月27日 - 4月20日）[384][385]
- 富士薬品「セイムス×超ときめき♡宣伝部 新生活応援キャンペーン」（2025年4月1日 - 5月31日）[386][387]
- 快活フロンティア「超ときめき♡宣伝部×コート・ダジュール コラボキャンペーンVol.2」（2025年5月1日 - 9月7日[注 26]）[388][389][390]
- カルビー「カルビーとつげき宣伝部!」（2025年7月14日 - 2026年3月頃まで予定）[391]
- セブン-イレブン「マルチコピー機シェアプリント（富士フイルムビジネスイノベーション）」（2025年7月15日 - 10月31日）[356][357]
- ココネ「ポケコロツイン」（2025年8月1日 - 14日） - 超とき♡ツイキャンペーン[185]

### 舞台
- 2015年9月5日（土）、6日（日） - 少女劇団いとをかし 第3回公演『シーパー』（神奈川・川崎市アートセンター アルテリオ小劇場、各日2公演）
- 2016年2月13日（土）、14日（日） - 少女劇団いとをかし 第四回公演『シーパーREMAKE』（神奈川・ラゾーナ川崎プラザソル、各日2公演）
- 2016年11月25日（金）、11月26日（土）、11月27日（日） - 劇団富士大陸第1回公演『ゴーラス』（東京・CBGKシブゲキ!!、土日は2公演）
- 2018年8月31日（金）、9月1日（土）、9月2日（日） - 劇団富士大陸第2回公演『さらば昭和通り物語』（東京・CBGKシブゲキ!!、土日は2公演）

### その他
- イースタン・リーグ公式戦 東京ヤクルトスワローズvs横浜DeNAベイスターズ 始球式（2015年5月22日、神宮球場）
- 武井壮×ときめき♡宣伝部が語る『マイティ・ソー バトルロイヤル』（2017年、ナタリー）[392]
- ラジオ日本『甲子園をめざして』優秀作品賞表彰式（2017年7月7日、2019年7月5日）
- Web HUSTLE PRESS「ときめき♡宣伝部 どっきゅん♡ずっきゅん♡きゅんショット」[393]
- ABEMAドラマ版＆映画版『都会のトム&ソーヤ』の宣伝部（2021年） - 「超ときめき♡都会のトム＆ソーヤ宣伝部」として。ABEMAドラマ版の主題歌に「むてきのうた〜2021ver〜」が使用された。ABEMAドラマ版に出演した。
  - 2021年7月31日-8月1日の舞台挨拶付き上映にも出演[394]
- にじさんじ所属アイドルライバー「相羽ういは」との超リレーコラボ踊ってみた動画（2021年8月14日公開）[395][396]
- 玉川警察署一日署長（2022年3月25日） - 春の全国交通安全運動に向けて[397][398][399][400]
- 超ときめき♡青春応援 ライブフォトコンテスト（2023年5月21日、千葉・幕張メッセ）[401]
- 超ときめき♡宣伝部「#超ときペディア」（2023年4月 - 、FRIDAY） - 「百科事典」＆「写真館」WEB連載[402]
- ウェブコミック：鮎ヒナタ『だいすき!超ときめき♡宣伝部』（2024年1月27日 - 11月23日（全20話）、ちゃおプラス） - 第2・第4土曜日に更新[403]
- ピンクフルデー2024 パシフィック・リーグ公式戦 福岡ソフトバンクホークスvs埼玉西武ライオンズ 始球式・試合前パフォーマンス（2024年5月18日、福岡・みずほPayPayドーム）[404]
- 「科学アニメ サバイバルシリーズ みんな DE サバイバル～人体のサバイバル!～」応援サポーター（2024年7月27日 - 8月19日）
- ウェブコミック：おりとかほり『かけぬけろ！超ときめき♡宣伝部』（2025年2月4日 - 、ちゃおプラス） - 第1・第3火曜日に更新[405][406]

## 書籍
- 超ときめき♡宣伝部 1st写真集『TOKIMEKI』（2023年2月22日、小学館） ISBN 9784096824221[407]
- 『超ときめき♡宣伝部 10th Anniversary Book』（2025年6月26日、宝島社）ISBN 9784299061447[408]

### 雑誌
- 『週刊ファミ通 2016年6月9・16日合併号』（2016年05月26日、週刊ファミ通編集部）
- 『UPDATE Girls Vol.4』（2016年06月30日、スペースシャワーネットワーク）
- 『グラビアザテレビジョンvol.46』（2016年7月29日、KADOKAWA）
- 『My Girl vol.15』（2016年10月31日、KADOKAWA）
- 『B.L.T.』2016年11月号、2016年12月号（東京ニュース通信社）
- 『BOUQUET IDOL CULTURE GOOD MAGAZINE Vol.10』（2016年12月9日、ロックスエンタテインメント）
- 『Top Yell NEO 2016〜2017』（2016年12月28日、Top Yell NEO編集部）
- 『日経エンタテインメント! アイドルSpecial 2017 日経BPムック』（2016年12月31日、日経BP）
- 『日経エンタテインメント! 2017年3月号』（2017年2月3日、日経BP）
- 『りぼん 2017年5月号』（2017年04月03日、集英社）
- TSUTAYAフリーペーパー『TSUTAYA on IDOL』（2017年5月22日）
- 『ぴあclip!』（2017年6月1日）
- 『IDOL AND READ 011』（2017年6月21日、アクセル・コミュニケーションズ）
- 『BRODY』2017年8月号、2017年10月号（白夜書房）
- 『月刊Audition 2017年12月号』（2017年11月1日、白夜書房）
- 『OVERTURE No.013』（2017年12月21日、徳間書店）
- 『BOMB! 2018年5月号』（2018年4月9日、学研マーケティング）
- 『週刊TVガイド 2018年4月20日号』（2018年4月11日、東京ニュース通信社）
- 『日経エンタテインメント! スターダストプラネットSpecial』（2018年7月19日、日経BP）
- 『Top Yell NEO 2019 SUMMER』（2019年6月28日、Top Yell NEO編集部）
- 『愛犬と行く旅2019-2020』（2019年6月28日、交通タイムス社）
- 『Top Yell NEO 2020 AUTUMN』（2020年9月30日、Top Yell NEO編集部）
- 『Top Yell NEO 2020～2021』（2020年12月28日、Top Yell NEO編集部）
- 『Top Yell NEO 2021 SPRING』（2021年3月31日、Top Yell NEO編集部）
- 『装苑』2016年2月号、2020年11月号[409]（文化出版局）
- 『月刊Songs』2016年11月号、2017年6月号、2017年12月号（ドレミ楽譜出版社）
- 『Top Yell』2016年11月号、2017年3月号、2017年7月号、2017年9月号、2018年1月号、2018年3月号（竹書房）
- 『BIG ONE GIRLS』No.35、No.37、No.39、2018年1月号、2018年5月号、2019年5月号、2020年9月号、2021年1月号（近代映画社）
- 『BUBKA』2020年9月号、2021年2月号、2021年11月号（白夜書房）
- 『S Cawaii!特別編集 IDOL BEAUTY+ 総勢51名の~ヘアとメイクとアイドル~』（2021年5月31日、主婦の友社）
- 『Top Yell NEO 2021 SUMMER』（2021年6月30日、Top Yell NEO編集部）
- 『SPA! 2021年 8/3 号』（2021年7月27日、扶桑社）
- 『ch FILES 2021年10月号』（2021年9月20日、株式会社メディオ）[410]
- 『LINE LIVE MAGAZINE』（2021年12月18日、LINE LIVE） - 「THE ICONIC PROJECT」企画[411]
- 『FRIDAY』（2022年1月5日、講談社） - 新世代の主役たち
- 『S Cawaii!特別編集「Juice＝Juiceスペシャル」』（2022年2月17日、主婦の友社）[412]
- 『Top Yell NEO 2022 SUMMER』（2022年6月30日、Top Yell NEO編集部）
- 『BOMB 2022年7月号』』（2022年6月9日、ワン・パブリッシング）[413]
- 『BIG ONE GIRLS 2022年7月号」
- 『週刊ビッグコミックスピリッツ』2022年29号、2023年10号（小学館） - 表紙、巻頭グラビア
- 『ちゃお』2023年6月号（2023年5月3日、小学館）[414]
- 『CDでーた』2023上（2023年5月22日、KADOKAWA）[415]
- 『BOMB 2023年7月号』（2023年6月9日、ワン・パブリッシング）[416]
- 『日経エンタテインメント! 2023年9月号』（2023年8月4日、日経BP）[417]
- 『ちゃお』2023年12月号（2023年11月2日、小学館）[418]
- 『MEN'S NON-NO』2024年1•2月合併号（2023年12月8日、集英社）[419]
- 『昭和50年男』2024年1月号 Vol.026（2023年12月11日、HERITAGE）[420]
- 『BRODY(ブロディ)』2024年2月号（2023年12月22日、白夜書房）[421]
- 『FRIDAY』2024年2月2・9日号（2024年1月19日、講談社）
- 『CAPA』2024年2月号（2024年1月19日、ワン・パブリッシング）[422]
- 『ch FILES』2024年2月号（2024年1月20日、株式会社メディオ）[423]
- 『セブン-イレブン・チケットぴあフリーペーパー 7ぴあ』2024年2月号（2024年2月1日）
- 『S Cawaii!』2024年5月号増刊（2024年3月15日、主婦の友社）[424]
- 『週刊TVガイド 2024年4月5日号』（2024年3月27日、東京ニュース通信社）

### 新聞
- スポーツ報知（2016年7月18日ほか多数）
- 新年のときめくご挨拶 - 2022年1月1日：日本経済新聞（香港・バンコク）、茨城新聞、室蘭民報、陸奥新報、長野日報、宮古毎日新聞、中部経済新聞、埼玉新聞、日刊県民福井、八重山毎日新聞、島根日日新聞。1月3日：福島民報、東愛知新聞。1月6日：千葉日報。
- 東京新聞（2022年3月5日、6月16日）
- スポーツニッポン（2022年11月20日ほか）
- 東京中日スポーツ（2024年3月13日）
- 読売中高生新聞（2024年3月22日）

## グループ関連用語
- 宣伝部員 - 超ときめき♡宣伝部のファンの呼称。
- と、いえば〜? - 各メンバーの自己紹介の際に使われる合いの手。グループとしての自己紹介は「きみのハートにロックオンっ! 私たち(超)ときめき♡宣伝部です!」
- 退部・入部 - メンバーの脱退は「退部」、メンバーの加入は「入部」と称す。
- 超ときめき♡宣伝本部 - 超ときめき♡宣伝部の公式ファンクラブ（有料コンテンツあり）。2021年2月15日に開設。以前は無料メールマガジン「ときめき♡どりーむ」が存在した（当ファンクラブの発足を受けて終了）。
- ロックオンフリータイム - フリーライブやその他のイベントの際の撮影可能タイム[425]。
- パブりん - 超ときめき♡宣伝部の公式キャラクター。誕生日は2018年11月20日（6歳）[426]。ハート型の頭にメガホンのような胴体が特徴である。

| 辻野かなみ | かなジュリ | かなひと  | かなはる   | かなあき   | かなぴよ   |
| Kana-Juli  | 杏ジュリア | 杏仁      | ジュリはる | ジュリあき | ジュリぴよ |
| Kana-Hito  | An-Nin     | 坂井仁香  | ひーはー   | ひとあき   | ひとぴよ   |
| Kana-Haru  | Juli-Haru  | Hii-Haa   | 小泉遥香   | はるあき   | よしこい   |
| Kana-Aki   | JuliAki    | Hito-Aki  | Haru-Aki   | 菅田愛貴   | あきぴよ   |
| Kana-Piyo  | Juli-Piyo  | Hito-Piyo | Yoshi-Koi  | Aki-Piyo   | 吉川ひより |